# Liste bedeutender deutscher Filme
Diese Liste enthält deutsche Filme, die international oder national besonders erfolgreich waren, bei wichtigen Filmpreisverleihungen teilnahmen oder in der Fachwelt als bedeutend anerkannt sind. Die Besucherzahlen sind, sofern nicht anders angegeben, nationale und nicht weltweite Angaben.
Als „deutsche Filme“ werden hier Produktionen der Bundesrepublik Deutschland, der Deutschen Demokratischen Republik sowie des Deutschen Reichs angeführt, nicht aber österreichische oder schweizerische Filme.

## Aufnahmekriterien
Ein deutscher Film kann in die Liste aufgenommen werden, wenn er eines der folgenden oder gleichwertige Kriterien erfüllt:
- Höchste Auszeichnungen: Deutscher Filmpreis als Bester Film, Auszeichnung im Hauptwettbewerb eines A-Festivals, Nominierung oder Auszeichnung beim Europäischen Filmpreis, dem Academy Award oder den Golden Globes.
- Vielzahl bedeutender Auszeichnungen wie Bayerischer Filmpreis oder Nebenkategorien des Deutschen Filmpreises.
- Außergewöhnlich hoher Zuschauerzuspruch. Für Filme, die für die Goldene Leinwand in Frage kamen, wird deren Gewinn als ausreichend betrachtet, also 3 Millionen Zuschauer in Deutschland.
- Kombination sehr hoher Zuschauerzahlen mit wichtigen Auszeichnungen.
- In der Fachliteratur übereinstimmend als besonders bedeutend bewertete Filme; einzelne Kritiken oder eigene Ansichten sind nicht ausreichend.
- Aufnahme in die Top 100 der wichtigsten deutschen Filme bei der Umfrage des Deutschen Kinematheksverbundes anlässlich des 100-jährigen Jubiläums des deutschen Films[1] oder in den Filmkanon der Bundeszentrale für politische Bildung.
- Fernsehfilme, die bei verschiedenen der wichtigsten nationalen Auszeichnungen einen Hauptpreis gewannen und zudem international Beachtung fanden.

Der Grund für die Aufnahme in die Liste soll beim jeweiligen Filmeintrag angegeben werden.

## 2020er

### 2024
- Sterben (Regie: Mathias Glasner, Deutscher Filmpreis 2024: Auszeichnung für „Bester Spielfilm“, „Beste weibliche Hauptrolle“ (Corinna Harfouch), „Beste Männliche Nebenrolle“ (Hans-Uwe Bauer), „Beste Filmmusik“ (Lorenz Dangel), Europäischer Filmpreis 2024: Nominierung für „Bester Darsteller“ (Lars Eidinger), Internationale Filmfestspiele Berlin 2024: Auszeichnung mit dem Silbernen Bären für das Beste Drehbuch (Mathias Glasner))
- September 5 (Regie: Tim Fehlbaum, Bayerischer Filmpreis 2025: Auszeichnung als „Bester Film“, Golden Globes 2025: Nominierung für Bester Film – Drama, Oscars 2025: Nominierung für das Beste Drehbuch (Moritz Binder, Tim Fehlbaum und Alex David))
- Die Saat des heiligen Feigenbaums (Regie: Muhammed Rasulof, Oscars 2025: Nominierung für „bester internationaler Film“, Cannes 2024: Auszeichnung mit Sonderpreis der Jury, Auszeichnung mit FIPRESCI-Preis, Auszeichnung mit  Preis der Ökumenischen Jury, Auszeichnung mit Prix François Chalais und Prix des Cinémas Art et Essai)

### 2023
- Das Lehrerzimmer (Regie: İlker Çatak, Deutscher Filmpreis 2023: Auszeichnung für „Bester Spielfilm“, „Beste Regie“ (İlker Çatak), „Bestes Drehbuch“ (Johannes Duncker, İlker Çatak), „Beste weibliche Hauptrolle“ (Leonie Benesch) und „Bester Schnitt“ (Gesa Jäger))
- Roter Himmel (Regie: Christian Petzold, Berlinale 2023: Auszeichnung mit dem Silbernen Bären – Großer Preis der Jury (Christian Petzold), Filmfestival von Palić 2023: Auszeichnung als „Bester Film“ und mit dem FIPRESCI-Preis)
- Sonne und Beton (Regie: David Wnendt, Bayerischer Filmpreis 2022: Auszeichnung für „Bestes Drehbuch“ (David Wnendt und Felix Lobrecht) und „Beste Bildgestaltung“ (Jieun Yi), Civis – Europas Medienpreis für Integration 2023: Auszeichnung mit dem „Cinema Award“, Deutscher Filmpreis 2023: Nominierungen in den Kategorien „Bester Spielfilm“, „Bestes Drehbuch“, „Bester Schnitt“ und „Beste Tongestaltung“, Festival des deutschen Films 2023: Auszeichnung als „Bester Film“ mit dem Filmkunstpreis Ludwigshafen, Auszeichnung mit dem Günter-Rohrbach-Filmpreis 2023 im Saarland)

### 2022
- Im Westen nichts Neues (Regie: Edward Berger, Deutscher Filmpreis 2023: Filmpreis in Silber in der Kategorie „Bester Spielfilm“, Auszeichnung für „Beste männliche Hauptrolle“ (Felix Kammerer), „Beste männliche Nebenrolle“ (Albrecht Schuch), „Beste Kamera/Beste Bildgestaltung“ (James Friend), „Beste Tongestaltung“ (Frank Kruse, Markus Stemler, Viktor Prášil, Lars Ginzel und Alexander Buck), „Beste Filmmusik“ (Volker Bertelmann), „Bestes Szenenbild“ (Christian M. Goldbeck), „Bestes Maskenbild“ (Heike Merker), „Beste visuellen Effekte“ (Frank Petzold und Viktor Müller), Oscarverleihung 2023: Auszeichnung als „Bester internationaler Film“, „Beste Kamera“ (James Friend), „Beste Filmmusik“ (Volker Bertelmann) und „Bestes Szenenbild“ (Christian M. Goldbeck und Ernestine Hipper))

### 2021
- Lieber Thomas (Regie: Andreas Kleinert, Deutscher Filmpreis 2022: Auszeichnung für „Bester Film“, „Beste Regie“ (Andreas Kleinert), „Bestes Drehbuch“ (Thomas Wendrich), „Beste männliche Hauptrolle“ (Albrecht Schuch), „Beste weibliche Nebenrolle“ (Jella Haase), „Beste Kamera/Bildgestaltung“ (Johann Feindt), „Bester Filmschnitt“ (Gisela Zick), „Bestes Szenenbild“ (Myrna Drews) und „Bestes Kostümbild“ (Anne-Gret Oehme))
- Ich bin dein Mensch (Regie: Maria Schrader, Deutscher Filmpreis 2021: Auszeichnung für „Bester Film“, „Beste Regie“ (Maria Schrader), „Bestes Drehbuch“ (Jan Schomburg, Maria Schrader) und „Beste weibliche Hauptrolle“ (Maren Eggert))
- Fabian oder Der Gang vor die Hunde (Regie: Dominik Graf, Deutscher Filmpreis 2021: „Bester Film - Silberne Lola“,  „Beste Kamera“ (Hanno Lentz), „Bester Schnitt“ (Claudia Wolscht), Bayerischer Filmpreis: „Beste Regie“ (Dominik Graf), „Beste Bildgestaltung“ (Hanno Lentz), Günther Rohrbach Filmpreis: „Bester Film“, „Darstellerpreis“ (Tom Schilling))

### 2020
- Undine (Regie: Christian Petzold; Europäischer Filmpreis 2020: Auszeichnung für „Beste Darstellerin“ (Paula Beer), Nominierung in der Sparte „Bester Film“, Berlinale 2020: Silberner Bär für die beste Darstellerin (Paula Beer))

- Berlin Alexanderplatz – (Regie: Burhan Qurbani; Europäischer Filmpreis 2020: Jurypreis für „Beste Filmmusik“ Dascha Dauenhauer, Nominierungen in der Sparte „Bester Film“ und „Bestes Drehbuch“)
- Und morgen die ganze Welt – (Regie: Julia von Heinz, Internationale Filmfestspiele von Venedig 2020: Auszeichnung mit dem Bisato d'Oro als beste Darstellerin (Mala Emde), Biberacher Filmfestspiele 2020: Auszeichnung mit dem Goldenen Biber für den besten Spielfilm (Julia von Heinz), Auszeichnung mit dem Sonderpreis „Adrian“ für den besten Schnitt (Georg Söring), Bayerischer Filmpreis 2020: Auszeichnung in der Kategorie Regie (Julia von Heinz))

## 2010er

### 2019
- Das perfekte Geheimnis (Regie: Bora Dagtekin; Goldene Leinwand)
- Ich war zuhause, aber… (DE-SRB; Regie: Angela Schanelec; Berlinale 2019: „Beste Regie“)
- Systemsprenger (Regie: Nora Fingscheidt; Berlinale 2019: Alfred-Bauer-Preis; Europäischer Filmpreis 2019: „Beste Filmmusik“, Nominierungen in den Sparten „Bester Film“ und „Beste Darstellerin“ Helena Zengel)

### 2018
- 3 Tage in Quiberon (Regie: Emily Atef; Deutscher Filmpreis 2018: 7 Auszeichnungen inklusive „Bester Spielfilm“)
- Der Junge muss an die frische Luft (Regie: Caroline Link; Goldene Leinwand; Deutscher Filmpreis 2019: 3 Auszeichnungen)
- Gladbeck (Regie: Kilian Riedhof; Deutscher Fernsehpreis 2019: 3 Auszeichnungen inklusive „Bester Mehrteiler“, „Bester Schauspieler“ Albrecht Schuch und „Bester Schnitt“; Deutscher Schauspielpreis 2018: 2 Auszeichnungen inklusive „Schauspieler in einer Nebenrolle“ Albrecht Schuch und „Bestes Ensemble“; Bayerischer Fernsehpreis: „Bestes Drehbuch“; Seoul International Drama Awards 2018: 2 Auszeichnungen inklusive „TV-Movie“ und „Best Director“; BAFTA TV Award 2019: Nominierung in der Kategorie „Best International Programme“)
- Gundermann (Regie: Andreas Dresen; Deutscher Filmpreis 2019: 6 Auszeichnungen inklusive Lola in Gold als „Bester Spielfilm“, „Beste Regie“ und „Bester Hauptdarsteller“ Alexander Scheer; Europäischer Filmpreis 2019: Nominierung in der Kategorie „Bester Darsteller“)
- Styx (Regie: Wolfgang Fischer; Deutscher Filmpreis 2019: 4 Auszeichnungen inklusive „Beste Hauptdarstellerin“ Susanne Wolff und Lola in Silber in der Kategorie „Bester Spielfilm“; zahlreiche weitere Auszeichnungen)
- Werk ohne Autor (Regie: Florian Henckel von Donnersmarck; Nominierungen für den Oscar 2019 in den Sparten „Bester fremdsprachiger Film“ und „Beste Kamera“ sowie für den Golden Globe als „Bester nicht-englischsprachiger Film“; Bambi für Sebastian Koch in der Kategorie „Bester Schauspieler national“)

### 2017
- Aus dem Nichts (Regie: Fatih Akin; Golden Globe als „Bester fremdsprachiger Film“; Internationale Filmfestspiele von Cannes 2017: „Beste Darstellerin“ Diane Kruger)
- Fack ju Göhte 3 (Regie: Bora Dagtekin; Goldene Leinwand mit Stern für über 6 Mio. Besucher)
- Of Fathers and Sons – Die Kinder des Kalifats (D–QA–LB–SYR; Regie: Talal Derki; Nominierung für den Oscar 2019 in der Kategorie „Bester Dokumentarfilm“; Nominierung für den Europäischen Filmpreis 2018 in der Kategorie Bester Dokumentarfilm; Deutscher Filmpreis 2019: „Bester Dokumentarfilm“, „Bester Schnitt“; Sundance Film Festival 2018: World Cinema Grand Jury Prize Documentary)
- Watu Wote – All of us (D–KE; Regie: Katja Benrath; Nominierung für den Oscar 2018 in der Kategorie „Bester Kurzfilm“; Studenten-Oscar in Gold 2017)

### 2016
- Toni Erdmann (Regie: Maren Ade; Europäischer Filmpreis 2016: 5 Auszeichnungen inklusive „Bester Film“; Nominierung für die Oscarverleihung 2017 und die Golden Globe Awards 2017; Deutscher Filmpreis 2017: „Bester Spielfilm“, „Bester Hauptdarsteller“, „Beste Hauptdarstellerin“, „Bester Schnitt“, „Bestes Drehbuch“, „Beste Regie“; erster deutscher Film seit 2008 im Hauptwettbewerb von Cannes, dort weite Anerkennung der Kritik, FIPRESCI-Preis als bester Film und internationale Verkäufe)
- Willkommen bei den Hartmanns (Regie: Simon Verhoeven; Goldene Leinwand für über 3 Mio. Besucher; Nominierung Europäischer Filmpreis 2017 in der Kategorie „Beste Filmkomödie“; Bayerischer Filmpreis 2016: Produzentenpreis)

### 2015
- Elser – Er hätte die Welt verändert (Regie: Oliver Hirschbiegel; Europäischer Filmpreis 2015: Nominierung „Bester Darsteller“ an Christian Friedel; Bayerischer Filmpreis 2014: Produzentenpreis)
- Er ist wieder da (Regie: David Wnendt; Europäischer Filmpreis 2016: Nominierung in der Kategorie „Beste Komödie“; Bambi in der Kategorie „Film National“; über 2,4 Mio. Besucher)
- Fack ju Göhte 2 (Regie: Bora Dagtekin; Goldene Leinwand mit Stern; besucherstärkster deutscher Film des Jahres mit über 7,6 Mio. Zuschauern)
- Der Staat gegen Fritz Bauer (Regie: Lars Kraume; Deutscher Filmpreis 2016: „Bester abendfüllender Spielfilm“, „Beste Regie“, „Bestes Drehbuch“, „Beste darstellerische Leistung – männliche Nebenrolle“, „Bestes Szenenbild“ und „Bestes Kostümbild“; Europäischer Filmpreis 2016: Nominierung in der Kategorie „Bester Darsteller“ an Burghart Klaußner; Bayerischer Filmpreis 2015: „Bester Darsteller“; Publikumspreis beim Filmfestival Locarno 2015)
- Victoria (Regie: Sebastian Schipper; Berlinale 2015: Silberner Bär für die beste Kamera; Deutscher Filmpreis 2015: „Bester abendfüllender Spielfilm“, „Beste Regie“, „Beste darstellerische Leistung – weibliche Hauptrolle“ und „männliche Hauptrolle“, „Beste Kamera“, „Beste Filmmusik“)

### 2014
- Honig im Kopf (Regie: Til Schweiger; Goldene Leinwand mit Stern für über 6 Mio. Zuschauer)
- Kreuzweg (Regie: Dietrich Brüggemann; Berlinale 2014: Silberner Bär für das beste Drehbuch)
- Who Am I – Kein System ist sicher (Regie: Baran bo Odar; Bayerischer Filmpreis 2015: „Beste Regie“; Deutscher Filmpreis 2015: drei Auszeichnungen; Bambi 2015 in der Kategorie „Film national“)

### 2013
- Die andere Heimat – Chronik einer Sehnsucht (Regie: Edgar Reitz; Deutscher Filmpreis 2014: „Bester programmfüllender Spielfilm“, „Beste Regie“, „Bestes Drehbuch“; Bayerischer Filmpreis 2013: Produzenten- und Drehbuchpreis; Preis der deutschen Filmkritik 2013: „Bester Film“, „Beste Kamera“; Premiere im Rahmen der Filmfestspiele Venedig 2013)
- Fack ju Göhte (Regie: Bora Dagtekin; Goldene Leinwand mit Stern; besucherstärkster Film des Jahres mit über 7 Mio. Zuschauern)
- Das finstere Tal (D-AT; Regie: Andreas Prochaska; Deutscher Filmpreis 2014: Filmpreis in Silber in der Kategorie „Bester Spielfilm“, „Beste darstellerische Leistung – männliche Nebenrolle“ (Tobias Moretti), „Beste Kamera/Bildgestaltung“, „Bestes Szenenbild“, „Bestes Kostümbild“, „Bestes Maskenbild“, „Beste Filmmusik“, „Beste Tongestaltung“; Bayerischer Filmpreis 2013: Beste Regie und Bester Darsteller (Tobias Moretti))
- Die Frau des Polizisten (Regie: Philip Gröning; Internationale Filmfestspiele von Venedig 2013: Spezialpreis der Jury)
- Der Medicus (Regie: Philipp Stölzl; Goldene Leinwand für über 3 Mio. Besucher)
- Unsere Mütter, unsere Väter (Regie: Philipp Kadelbach; International Emmy Award; Deutscher Fernsehpreis 2013: „Bester Mehrteiler“; Goldene Kamera 2014: „Bester Fernsehfilm“; Shanghai TV Festival: „Beste Regie“; Prix Europa: „Beste Miniserie“; Bayerischer Fernsehpreis: „Bester Hauptdarsteller“; 7 Auszeichnungen der Deutschen Akademie für Fernsehen; Bambi: „Bester Hauptdarsteller“; in über 80 Länder verkauft)

### 2012
- Barbara (Regie: Christian Petzold; Silberner Bär für die „Beste Regie“ bei der Berlinale 2012; nominiert für den Europäischen Filmpreis 2012 in den Kategorien „Bester Film“ und „Beste Darstellerin“; 8 Nominierungen beim Deutschen Filmpreis 2012, Filmpreis in Silber in der Kategorie „Bester Spielfilm“; Preis der deutschen Filmkritik 2012: „Bester Spielfilm“)
- Cloud Atlas (Regie: Tom Tykwer, Lilly und Lana Wachowski; galt zum Zeitpunkt des Entstehens mit etwa 100 Millionen Dollar Produktionskosten als der bei weitem teuerste deutsche Film; Deutscher Filmpreis 2013: 5 Auszeichnungen in technischen Kategorien; Bayerischer Filmpreis 2012: Produzentenpreis)
- Hannah Arendt (Regie: Margarethe von Trotta; Deutscher Filmpreis 2013: „Beste Hauptdarstellerin“ Barbara Sukowa, Filmpreis in Silber in der Kategorie „Bester Spielfilm“; Bayerischer Filmpreis 2012: „Beste Darstellerin“; Gilde-Filmpreis; Europäischer Filmpreis 2013: Nominierung „Beste Darstellerin“)
- Oh Boy (Regie: Jan-Ole Gerster; Deutscher Filmpreis 2013: 6 Auszeichnungen inklusive „Bester Film“; Europäischer Filmpreis 2013: „Bester Nachwuchsfilm“ und 3 weitere Nominierungen inklusive „Bester Film“; Bayerischer Filmpreis 2012: 2 Auszeichnungen; Bambi 2013: „Bester Schauspieler national“ an Tom Schilling)

### 2011
- Almanya – Willkommen in Deutschland (Regie: Yasemin Şamdereli; Deutscher Filmpreis 2011: „Bestes Drehbuch“, Filmpreis in Silber in der Kategorie „Bester Spielfilm“; Präsentation im Wettbewerbsprogramm der Berlinale 2011; Gilde-Filmpreis; Preis der deutschen Filmkritik 2011: „Bestes Drehbuch“, „Bestes Spielfilmdebüt“; ca. 1,5 Mio. Besucher)
- Anonymus (D-GB; Regie: Roland Emmerich; Oscarnominierung für die Kostümbildnerin Lisy Christl; Deutscher Filmpreis 2012: „Beste Kamera/Bildgestaltung“, „Bester Schnitt“, „Bestes Szenenbild“, „Bestes Kostümbild“, „Bestes Maskenbild“, „Beste Tongestaltung“)
- Halt auf freier Strecke (Regie: Andreas Dresen; Deutscher Filmpreis 2012: „Bester Film“, „Bester Hauptdarsteller“, „Bester Nebendarsteller“ und „Beste Regie“; Bayerischer Filmpreis 2011 in den Kategorien „Produzentenpreis“ und „Schauspiel“; Hauptpreis der Sektion Un Certain Regard in Cannes 2011)
- Homevideo (Regie: Kilian Riedhof; Rose d’Or 2012: „Bester Fernsehfilm“; Shanghai TV Festival 2012: Magnolia Award; Grimme-Preis 2012; Deutscher Fernsehpreis 2011: „Bester Fernsehfilm“)
- Kokowääh (Regie: Til Schweiger; Goldene Leinwand; über 4,3 Mio. Zuschauer; Romy 2012 als „Bester Kinofilm“)
- Kriegerin (Regie: David Wnendt; Deutscher Filmpreis 2012: „Beste Hauptdarstellerin“ Alina Levshin, „Bestes Drehbuch“, Filmpreis in Bronze in der Kategorie „Bester Spielfilm“; Bambi 2012 in der Kategorie Schauspielerin national an Alina Levshin; zahlreiche Nachwuchspreise)
- Pina (Regie: Wim Wenders; nominiert für den Oscar in der Kategorie „Bester Dokumentarfilm“; Deutscher Filmpreis 2011: „Bester programmfüllender Dokumentarfilm“)
- Schlafkrankheit (Regie: Ulrich Köhler; Berlinale 2011: Silberner Bär „Beste Regie“; Festival des deutschen Films 2011: Filmkunstpreis)

### 2010
- Drei (Regie: Tom Tykwer; Deutscher Filmpreis 2011 in den Kategorien Regie, Hauptdarstellerin und Schnitt; Bayerischer Filmpreis 2010 für die beste Regie und Sophie Rois als beste Darstellerin; Filmfestspiele von Venedig 2010: Teilnahme am Wettbewerb)
- Die Fremde (Regie: Feo Aladag; Europäischer Filmpreis 2010: Nominierung „beste Darstellerin“ und „bestes Erstlingswerk“; Deutscher Filmpreis 2010: Preis für Sibel Kekilli als Beste Hauptdarstellerin und Filmpreis in Bronze für den Film; Tribeca Film Festival 2010: „Bester Spielfilm“ und „Beste Schauspielerin“ an Sibel Kekilli)
- Konferenz der Tiere (Regie: Holger Tappe, Reinhard Klooss; europaweit ca. 5 Mio. Besucher,[2] weltweit über 50 Mio. Dollar Einspielergebnis[3]; Bayerischer Filmpreis 2010 in der Kategorie Kinderfilm)
- Poll (Regie: Chris Kraus; Deutscher Filmpreis 2011: „Bester Nebendarsteller“, „Beste Kamera/Bildgestaltung“, „Bestes Szenenbild“, „Bestes Kostümbild“; Bayerischer Filmpreis 2010: „Bester Hauptdarsteller“, „Beste Nachwuchsdarstellerin“, „Bestes Szenenbild“)
- Vincent will Meer (Regie: Ralf Huettner; Deutscher Filmpreis 2011 in den Kategorien „Bester Film“ und „Bester Hauptdarsteller“ (Florian David Fitz); Bayerischer Filmpreis 2010 in der Kategorie „Drehbuch“; Bambi 2010 in der Kategorie „Schauspieler national“ an Florian David Fitz; ca. 1,1 Mio. Besucher)

## 2000er Jahre
- 2009
  - Alle anderen (Regie: Maren Ade; Zwei Silberne Bären bei der Berlinale 2009: Großer Preis der Jury und Beste Darstellerin (Birgit Minichmayr); Preis der deutschen Filmkritik: „Beste Darstellerin“)
  - John Rabe (Regie: Florian Gallenberger; Deutscher Filmpreis 2009: „Bester Spielfilm“, „Beste darstellerische Leistung – männliche Hauptrolle“ (Ulrich Tukur), „Bestes Szenenbild“, „Bestes Kostümbild“; Bayerischer Filmpreis 2008: Produzentenpreis, Darstellerpreis)
  - Soul Kitchen (Regie: Fatih Akin; 66. Filmfestspiele von Venedig: Spezialpreis der Jury)
  - Sturm (Regie: Hans-Christian Schmid; Berlinale 2009: im Wettbewerb; Deutscher Filmpreis 2010: „Beste Filmmusik“ und „Bester Schnitt“, Filmpreis in Silber in der Kategorie „Bester Spielfilm“)
  - Das weiße Band – Eine deutsche Kindergeschichte (D-A-F-I; Regie: Michael Haneke; Internationale Filmfestspiele von Cannes: „Goldene Palme“; FIPRESCI-Preis; Europäischer Filmpreis 2009: „Bester europäischer Film“, „Beste Regie“ und „Bestes Drehbuch“; Golden Globe Awards 2010: „Bester fremdsprachiger Film“; Oscar 2010: Nominierung „Bester fremdsprachiger Film“ und „Beste Kamera“; Preis der deutschen Filmkritik: 4 Auszeichnungen; Deutscher Filmpreis 2010: 10 Auszeichnungen bei 13 Nominierungen)
  - Wickie und die starken Männer (Regie: Michael Herbig; Goldene Leinwand; Bayerischer Filmpreis in der Kategorie Familienfilm; Bambi in der Kategorie Film national; über 4,9 Mio. Zuschauer)
  - Zweiohrküken (Regie: Til Schweiger; Goldene Leinwand; über 4,25 Mio. Zuschauer)

- 2008
  - Der Baader Meinhof Komplex (Regie: Uli Edel; Golden Globes 2009 und Oscar 2009: Nominierung „Bester fremdsprachiger Film“; Produzentenpreis des Bayerischen Filmpreises 2008)
  - Jerichow (Regie: Christian Petzold; Filmfestspiele von Venedig 2008: im Hauptwettbewerb; Preis der deutschen Filmkritik in der Kategorie „Bester Spielfilm“)
  - Kirschblüten – Hanami (Regie: Doris Dörrie; Europäischer Filmpreis 2008: Nominierung „Bester Hauptdarsteller“, Bayerischer Filmpreis 2007: Produzentenpreis und „Bester Darsteller“)
  - Mogadischu (Regie: Roland Suso Richter; Goldene Kamera 2009 als "Bester deutscher Fernsehfilm"; Bayerischer Fernsehpreis 2009: Sonderpreis; Deutscher Fernsehpreis 2009 als "Bester Fernsehfilm"; Goldener Gong 2008 für Regisseur Roland Suso Richter und Drehbuchautor Maurice Philip Remy)
  - Die Welle (Regie: Dennis Gansel; Europäischer Filmpreis 2008: Nominierung „Bester Hauptdarsteller“)
  - Wolke 9 (Regie: Andreas Dresen; Europäischer Filmpreis 2008: Nominierung „Beste Regie“ und „Beste Hauptdarstellerin“; Deutscher Filmpreis 2009: Filmpreis in Bronze, Beste Hauptdarstellerin (Ursula Werner) und „Beste Regie“)

- 2007
  - Auf der anderen Seite (D-TR; Regie: Fatih Akin; Filmfestspiele von Cannes 2007: Bestes Drehbuch, Sonderpreis „Prix du Jury oecuménique“; Europäischer Filmpreis 2007: Bestes Drehbuch; Deutscher Filmpreis 2008: Bester Spielfilm, Regie, Drehbuch und Schnitt; César 2008: Nominierung)
  - Contergan (Regie: Adolf Winkelmann; Deutscher Fernsehpreis 2008: „Bester Fernsehfilm/Mehrteiler“; Goldene Kamera 2008: „Bester deutscher Fernsehfilm“; Bambi 2007: Sonderpreis)
  - Die Fälscher (D-A; Regie: Stefan Ruzowitzky; Oscar 2008: „Bester fremdsprachiger Film“)
  - Frei nach Plan (Regie: Francis Meletzky – als Franziska Meletzky; Internationales Filmfestival Shanghai 2007: Goldener Pokal)
  - Keinohrhasen (Regie: Til Schweiger; Goldene Leinwand mit Stern; 6,2 Mio. Besucher)
  - Yella (Regie: Christian Petzold; Berlinale 2007: Silberner Bär (Beste Darstellerin); Deutscher Filmpreis 2008: „Beste darstellerische Leistung – weibliche Hauptrolle“; Preis der deutschen Filmkritik 2007: „Bester Spielfilm“)
  - Spielzeugland (Regie: Jochen Alexander Freydank; Oscar 2009: „Bester Kurzfilm“)

- 2006
  - Elementarteilchen (Regie: Oskar Roehler; Berlinale 2006: Silberner Bär „Bester Darsteller“)
  - Das Fräulein (D-CH; Regie: Andrea Štaka; Filmfestival von Locarno 2006: Goldener Leopard)
  - Der freie Wille (Regie: Matthias Glasner; Berlinale 2006: Silberner Bär (Besondere künstlerische Leistung); Tribeca Film Festival/New York: „Bester Hauptdarsteller“)
  - Knallhart (Regie: Detlev Buck; Deutscher Filmpreis 2006: Filmpreis in Silber, „Bester Schnitt“, „Beste Filmmusik“; Berlinale 2006: FIPRESCI-Preis im Panorama)
  - Das Leben der Anderen (Regie: Florian Henckel von Donnersmarck; Oscar 2007: „Bester fremdsprachiger Film“; Golden Globes 2007: Nominierung „Bester fremdsprachiger Film“, Deutscher Filmpreis 2006: „Bester Spielfilm“, „Beste Regie“, „Bester Hauptdarsteller“, „Bester Nebendarsteller“, „Bestes Drehbuch“, „Beste Kamera“, „Bestes Szenenbild“; Europäischer Filmpreis 2006: „Bester europäischer Film“, „Bester Darsteller“, „Bestes Drehbuch“; César 2008: „Bester ausländischer Film“)
  - Das Parfum – Die Geschichte eines Mörders (D-F-E-USA; Regie: Tom Tykwer; Deutscher Filmpreis 2007: 6 Auszeichnungen; 5,5 Mio. Besucher)
  - Requiem (Regie: Hans-Christian Schmid; Deutscher Filmpreis 2006: „Beste Darstellerin“, „Beste Nebendarstellerin“, daneben acht Nominierungen, darunter „Bester Spielfilm“ und „Beste Regie“; Berlinale 2006: Silberner Bär „Beste Darstellerin“; Bayerischer Filmpreis 2005: „Beste Darstellerin“; Preis der deutschen Filmkritik 2006: „Bester Spielfilm“)
  - Sommer vorm Balkon (Regie: Andreas Dresen; Regiepreise beim Festival Internacional de Cine de San Sebastián und Bayerischen Filmpreis 2005; Deutscher Filmpreis 2006: sechs Nominierungen, darunter „Beste Regie“ und die beiden Hauptdarstellerinnen; Darstellerinnenpreis für Inka Friedrich und Nadja Uhl beim 41. Chicago International Film Festival; Ernst-Lubitsch-Preis 2006; Preis der deutschen Filmkritik 2006 für das beste Drehbuch)
  - Vier Minuten (Regie: Chris Kraus; Deutscher Filmpreis 2007: Bester Spielfilm; Internationales Filmfestival Shanghai 2006: Goldener Pokal)
  - Wer früher stirbt ist länger tot (Regie: Marcus H. Rosenmüller; Deutscher Filmpreis 2007: Filmpreis in Silber „Bester Spielfilm“, „Beste Regie“, „Beste Filmmusik“, „Bestes Drehbuch“; Bayerischer Filmpreis 2006: Produzentenpreis, Nachwuchsregiepreis; Förderpreis Deutscher Film 2006: Auszeichnung „Regie“; 1,8 Mio. Besucher)
  - Winterreise (Regie: Hans Steinbichler; Deutscher Filmpreis 2007: „Bester Schauspieler“ Josef Bierbichler, Nominierung „Bester Film“; Internationales Filmfestival Karlovy Vary: im Wettbewerb)

- 2005
  - Alles auf Zucker! (Regie: Dani Levy; Europäischer Filmpreis 2005: Nominierung für Henry Hübchen als „Bester Darsteller“; Deutscher Filmpreis 2005: sechs Auszeichnungen, darunter „Bester Spielfilm“, „Beste Regie“, „Bester Schauspieler“; 1 Mio. Besucher)
  - Die Höhle des gelben Hundes (D-MGL; Regie: Byambasuren Davaa; Deutscher Filmpreis 2006: „Bester Kinder- und Jugendfilm“; Förderpreis Deutscher Film 2005: Auszeichnung „Regie“; verschiedene Festivalpreise)
  - Marias letzte Reise (Regie: Rainer Kaufmann; Adolf-Grimme-Preis mit Gold 2006; Deutscher Fernsehpreis 2005: „Bester Fernsehfilm“, „Beste Schauspielerin Fernsehfilm“ Monica Bleibtreu, „Bester Schauspieler Nebenrolle“, „Beste Musik“; Banff World Television Festival: „Bester Fernsehfilm“)
  - Napola – Elite für den Führer (Regie: Dennis Gansel; Bayerischer Filmpreis 2004: Beste Regie; Internationales Filmfestival Karlovy Vary 2004: Darstellerpreis für Max Riemelt)
  - Sophie Scholl – Die letzten Tage (Regie: Marc Rothemund; Deutscher Filmpreis 2005: Nominierung „Bester Spielfilm“, Auszeichnung „Beste Schauspielerin“, Publikumspreis „Bester Spielfilm“; Oscar 2006: Nominierung „Bester fremdsprachiger Film“; Europäischer Filmpreis 2005: „Beste Darstellerin“ Julia Jentsch, Nominierung „Bester Film“)

- 2004
  - 7 Zwerge – Männer allein im Wald (Regie: Sven Unterwaldt; Goldene Leinwand mit Stern für 6,7 Mio. Besucher)
  - Die fetten Jahre sind vorbei (D-A; Regie: Hans Weingartner, Europäischer Filmpreis 2005: Nominierung „Bester Hauptdarsteller“, Deutscher Filmpreis 2005: Nominierung „Bester Spielfilm“, „Beste Regie“, Auszeichnung „Bester Nebendarsteller“; Filmfestspiele von Cannes 2004: Teilnahme; Förderpreis Deutscher Film 2004: Auszeichnungen „Regie“ und „Darsteller“; Preis der deutschen Filmkritik 2004: „Bester Spielfilm“)
  - Gegen die Wand (D-TR; Regie: Fatih Akin; Europäischer Filmpreis 2004: „Bester Film“ und 4 weitere Nominierungen, People’s Choice Award, Berlinale 2004: Goldener Bär; David-Nominierung, Goya, Deutscher Filmpreis 2004: 4 Auszeichnungen)
  - Kroko (Regie: Sylke Enders; Deutscher Filmpreis 2004: Filmpreis in Silber „Bester Spielfilm“; Europäischer Filmpreis 2004: Nominierung „Fassbinder-Preis“)
  - Der neunte Tag (D-L-CZ; Regie: Volker Schlöndorff; Europäischer Filmpreis 2005: Nominierung für Ulrich Matthes als „Bester Darsteller“; Deutscher Filmpreis 2005: „Bestes Szenenbild“, sieben weitere Nominierungen)
  - Rhythm Is It! (Regie: Thomas Grube und Enrique Sánchez Lansch; Deutscher Filmpreis 2005: „Bester Dokumentarfilm“, „Bester Schnitt“; Bayerischer Filmpreis 2004: Bester Dokumentarfilm)
  - (T)Raumschiff Surprise – Periode 1 (Regie: Michael Herbig; 9,2 Mio. Besucher)
  - Der Untergang (D-I-RUS-A; Regie: Oliver Hirschbiegel, Oscar 2005: Nominierung „Bester fremdsprachiger Film“, Bayerischer Filmpreis 2004: „Produzentenpreis“; „Bester Darsteller“ (Bruno Ganz); Deutscher Filmpreis 2005: Nominierung „Bester Schauspieler“, „Beste Nebendarstellerin“; Goldene Leinwand; 4,6 Mio. Besucher; weltweites Einspielergebnis: über 90 Mio. US-Dollar)
  - Muxmäuschenstill (Regie: Marcus Mittermeier; Filmfestival Max Ophüls Preis 2004; Deutscher Filmpreis 2004: „Bester Schnitt“)

- 2003
  - Mein Vater (Regie: Andreas Kleinert; Auszeichnung International Emmy Award „Bester Fernsehfilm“, Auszeichnung für Hauptdarsteller Klaus J. Behrendt mit dem „Publikumspreis der Gruppe Marl“ beim Adolf-Grimme-Preis und den Bayerischen Fernsehpreis)
  - Essen, Schlafen, keine Frauen (Regie: Heiner Stadler; Europäischer Filmpreis 2003 Nominierung „Bester Dokumentarfilm“)
  - Die Geschichte vom weinenden Kamel (D-MGL; Regie: Byambasuren Davaa, Luigi Falorni; Oscar 2005: Nominierung Bester Dokumentarfilm (Langform); Europäischer Filmpreis 2003 Nominierung „Bester Dokumentarfilm“)
  - Good Bye, Lenin! (Regie: Wolfgang Becker; Golden Globes 2004: Nominierung „Bester fremdsprachiger Film“, Europäischer Filmpreis 2003 in den Kategorien „Bester Film“, „Bester Hauptdarsteller“, „Bestes Drehbuch“, People’s Choice Award, Deutscher Filmpreis 2003: 8 Auszeichnungen, César 2004: „Bester europäischer Film“; 6,6 Mio. Besucher)
  - Herr Lehmann (Regie: Leander Haußmann; Deutscher Filmpreis 2004 „Bester Nebendarsteller“, „Bestes verfilmtes Drehbuch“; Bayerischer Filmpreis 2003 „Darsteller“ Christian Ulmen)
  - Hierankl (Regie: Hans Steinbichler; Adolf-Grimme-Preis mit Gold; Förderpreis Deutscher Film 2003: Auszeichnungen „Regie“ und „Darstellerin“; Bayerischer Filmpreis 2003 „Darstellerin“ Johanna Wokalek)
  - Die Kinder sind tot (Regie: Aelrun Goette; Deutscher Filmpreis 2004: „Bester Dokumentarfilm“; Internationales Filmfestival Visions du Rèel Nyon: Prix Regards Neufs; Baden-Württembergischer Dokumentarfilmpreis)
  - Lichter (Regie: Hans-Christian Schmid; Deutscher Filmpreis 2003: „Filmpreis in Silber“; Berlinale 2003: FIPRESCI-Preis; Preis der deutschen Filmkritik 2003: „Bester Spielfilm“)
  - Das Rad (Regie: Chris Stenner, Arvid Uibel und Heidi Wittlinger; Oscar 2003: Nominierung „Bester Kurzfilm (Animiert)“)
  - Rosenstraße (D-NL; Regie: Margarethe von Trotta, Europäischer Filmpreis 2003 Nominierung „Beste Hauptdarstellerin“, David „Bester europäischer Film“, Filmfestspiele von Venedig 2003: Coppa Volpi „Beste Darstellerin“ und 2 weitere Auszeichnungen)
  - Schultze gets the blues (Regie: Michael Schorr; Europäischer Filmpreis 2003: Nominierung „Fassbinder-Preis“)
  - Schussangst (Regie: Dito Tsintsadze; Filmfestival San Sebastián 2003: Goldene Muschel)
  - Das Wunder von Bern (Regie: Sönke Wortmann; Europäischer Filmpreis 2003: Nominierung „Beste Kamera“, Deutscher Filmpreis 2004: „Bester Spielfilm in Silber“, Bayerischer Filmpreis 2003: „Beste Regie“ und „Beste Nebendarstellerin“; Goldene Leinwand: 3,68 Mio. Besucher)
- 2002
  - Halbe Treppe (Regie: Andreas Dresen; Europäischer Filmpreis 2002 Nominierung „Beste Regie“, Berlinale 2002: Silberner Bär (Großer Preis der Jury); Deutscher Filmpreis in Silber 2002; Preis der deutschen Filmkritik 2002: „Bester Spielfilm“)
  - Heaven (D-USA; Regie: Tom Tykwer; Eröffnungsfilm der Berlinale 2002; Deutscher Filmpreis 2002: Deutscher Filmpreis in Silber)
  - Missing Allen (Regie: Christian Bauer; Europäischer Filmpreis 2002: Nominierung „Bester Dokumentarfilm“)
  - Russian Ark (D-RUS; Regie: Aleksandr Sokurov; Europäischer Filmpreis 2002: Nominierung Beste Kamera)
  - Das Verlangen (Regie: Iain Dilthey; Filmfestival von Locarno 2002: Goldener Leopard)

- 2001
  - Alaska.de (Regie: Ester Gromborn; Europäischer Filmpreis 2001: Nominierung „Fassbinder-Preis“)
  - Bella Martha (D-I-A-CH; Regie: Sandra Nettelbeck; Europäischer Filmpreis „Bester Hauptdarsteller“, Nominierung „Beste Hauptdarstellerin“; Deutscher Filmpreis „Beste Hauptdarstellerin“, Goya-Nominierung „Bester Europäischer Film“)
  - Black Box BRD (Regie: Andres Veiel; Europäischer Filmpreis 2001: „Bester Dokumentarfilm“, Bayerischer Filmpreis 2001: Bester Dokumentarfilm)
  - Das Experiment (Regie: Oliver Hirschbiegel; Europäischer Filmpreis 2001: Nominierung „Bester Spielfilm“)
  - Die Manns – Ein Jahrhundertroman (Regie: Heinrich Breloer; Deutscher Fernsehpreis 2002: Sonderpreis (Fernsehereignis des Jahres); International Emmy Award 2002: „Best TV Movie/Mini Series“)
  - Nichts bereuen (Regie: Benjamin Quabeck; Europäischer Filmpreis 2002: Nominierung „Fassbinder-Preis“; Förderpreis Deutscher Film 2001: Auszeichnung „Regie“)
  - Nirgendwo in Afrika (Regie: Caroline Link; Oscar 2003: „Bester fremdsprachiger Film“, Golden Globes 2003: Nominierung „Bester fremdsprachiger Film“, Deutscher Filmpreis 2002: 5 Auszeichnungen)
  - Der Schuh des Manitu (Regie: Michael Herbig; Deutscher Filmpreis – Sonderpreis 2002; 11,7 Mio. Besucher)
  - Das weiße Rauschen (Regie: Hans Weingartner)

- 2000
  - Anatomie (Regie: Stefan Ruzowitzky; Deutscher Filmpreis 2001: „Publikumspreis: Deutscher Kinofilm des Jahres“; Jupiter 2001: „Bester deutscher Film“; ca. 2 Mio. Besucher)
  - Crazy (Regie: Hans-Christian Schmid; Deutscher Filmpreis: Filmpreis in Silber in der Kategorie „Bester Spielfilm“; ca. 1,5 Mio. Besucher; Bayerischer Filmpreis in der Kategorie Darstellernachwuchs an Tom Schilling und Robert Stadlober)
  - Heimspiel (Regie: Pepe Danquart; Europäischer Filmpreis 2000: Nominierung „Bester Dokumentarfilm“, Besondere Erwähnung)
  - Die innere Sicherheit (Regie: Christian Petzold; Deutscher Filmpreis 2001: „Bester Film“; Preis der deutschen Filmkritik 2001: „Bester Spielfilm“)
  - Der Krieger und die Kaiserin (Regie: Tom Tykwer; Europäischer Filmpreis 2001: Nominierung „Beste Kameraführung“)
  - Quiero ser (D-MEX; Regie: Florian Gallenberger; Oscar 2001: Bester Kurzfilm „Live Action“)
  - Die Stille nach dem Schuss (Regie: Volker Schlöndorff; Europäischer Filmpreis 2000: Nominierung „Beste Hauptdarstellerin“, Nominierung „Bestes Drehbuch“)
  - Tuvalu (Regie: Veit Helmer; Europäischer Filmpreis: Nominierung „Fassbinder-Preis“)
  - Die Unberührbare (Regie: Oskar Roehler; Deutscher Filmpreis 2000: „Bester Film“; Preis der deutschen Filmkritik 2000: „Bester Spielfilm“)
  - Vergiss Amerika (Regie: Vanessa Jopp; Europäischer Filmpreis: Nominierung „Fassbinder-Preis“; Förderpreis Deutscher Film 2000: Auszeichnung „Regie“)

## 1990er Jahre
- 1999
  - Aimée & Jaguar (Regie: Max Färberböck; Golden Globes 2000: Nominierung „Bester fremdsprachiger Film“, Auszeichnungen „Beste Darstellerin“ bei der Berlinale 1999, dem Bayerischen Filmpreis 1999 sowie dem Deutschen Filmpreis)
  - Buena Vista Social Club (D-USA-GB-F-C) (Regie: Wim Wenders; Oscar 2000: Nominierung „Bester Dokumentarfilm (Langform)“, Europäischer Filmpreis 1999: „Bester Dokumentarfilm“)
  - Ein Hauch von Sonnenschein (D-A-CDN-H) (Regie: István Szabó; Europäischer Filmpreis 1999: „Bester Darsteller“, „Beste Kamera“, „Bestes Drehbuch“, Nominierung „Bester Film“)
  - Herr Zwilling und Frau Zuckermann (Regie: Volker Koepp; Europäischer Filmpreis 1999 Nominierung „Bester Dokumentarfilm“)
  - Mein liebster Feind (D-GB-FIN-USA) (Regie: Werner Herzog; Europäischer Filmpreis 1999: Nominierung „Bester Dokumentarfilm“)
  - Nichts als die Wahrheit (D-USA) (Regie: Roland Suso Richter; Europäischer Filmpreis 1999: Nominierung „Bester Hauptdarsteller“)
  - Sonnenallee (Regie: Leander Haußmann; Deutscher Filmpreis 2000: 2 Auszeichnungen; Jupiter 2000: „Bester deutscher Film“; 2,66 Mio. Besucher)
- 1998
  - 23 – Nichts ist so wie es scheint (Regie: Hans-Christian Schmid; Filmfestival von Locarno 1998: 2 Auszeichnungen; Deutscher Filmpreis 1998: 2 Auszeichnungen)
  - Kurz und schmerzlos (Regie: Fatih Akin; Filmfestival von Locarno 1998: Bronzener Leopard für die drei Hauptdarsteller; Bayerischer Filmpreis 1998: Nachwuchsregiepreis; Adolf-Grimme-Preis 2001)
  - Lola rennt (Regie: Tom Tykwer; Deutscher Filmpreis 1999: 7 Auszeichnungen, Europäischer Filmpreis: Nominierung „Bester Film“ 1998; Preis der deutschen Filmkritik 1998: „Bester Spielfilm“)
  - Zugvögel … Einmal nach Inari (D-FIN) (Regie: Peter Lichtefeld; Deutscher Filmpreis 1998: 3 Auszeichnungen)
- 1997
  - Comedian Harmonists (D-A) (Regie: Joseph Vilsmaier; Deutscher Filmpreis 1998: 5 Auszeichnungen, darunter „Bester Film“; Europäischer Filmpreis 1998: Nominierung „Beste Kameraführung“)
  - Das Leben ist eine Baustelle (Regie: Wolfgang Becker; Preis der deutschen Filmkritik 1996: „Bester Spielfilm“, Bundesfilmpreis 1997 in Silber)
  - Knockin’ on Heaven’s Door (Regie: Thomas Jahn; Goldene Leinwand)
  - Rossini – oder die mörderische Frage, wer mit wem schlief (Regie: Helmut Dietl; Europäischer Filmpreis 1997: Nominierung „Bester Hauptdarsteller“, Deutscher Filmpreis 1997: „Bester Spielfilm“)
  - Winterschläfer (Regie: Tom Tykwer; Filmfestival von Locarno 1997: Nominierung; Deutscher Filmpreis 1998: 2 Auszeichnungen)
- 1996
  - Jenseits der Stille (Regie: Caroline Link; Oscar 1998: Nominierung „Bester fremdsprachiger Film“; Filmfestival Tokio 1997: Tokyo Grand Prix)
  - Lea (Regie: Ivan Fíla; Golden Globes 1998: Nominierung „Bester fremdsprachiger Film“; Europäischer Filmpreis 1996: Nominierung „Bester junger Film“; 2 Auszeichnungen beim Tschechischen Filmpreis, Filmfestspiele von Venedig 1996: Teilnahme)
  - Männerpension (Regie: Detlev Buck; Goldene Leinwand, 3,3 Mio. Besucher; Bambi 1996: „Bester Film National“)
  - Werner – Das muß kesseln!!! (Regie: Udo Beissel, Gerhard Hahn; Goldene Leinwand, 5 Mio. Besucher)
  - Quest (Regie: Tyron Montgomery; Oscar 1997: „Bester Kurzfilm (Animiert)“)
- 1995
  - Schlafes Bruder (Regie: Joseph Vilsmaier; Golden Globes 1996: Nominierung „Bester fremdsprachiger Film“; Deutscher Filmpreis 1996: Bester Schnitt, Filmband in Silber in der Kategorie „Bester Film“; Bayerischer Filmpreis 1996: Produzentenpreis)
  - Der Totmacher (Regie: Romuald Karmakar; Europäischer Filmpreis 1995: Nominierung „Bester junger Film“, Deutscher Filmpreis 1996: 3 Preise inklusive „Bester Spielfilm“)
- 1994
  - Der bewegte Mann (Regie: Sönke Wortmann; Deutscher Filmpreis 1995: „Bester Spielfilm“; 6,6 Mio. Besucher)
- 1993
  - In weiter Ferne, so nah! (Regie: Wim Wenders; Filmfestival Cannes 1993: Großer Preis der Jury; Bayerischer Filmpreis 1994: „Beste Regie“; Deutscher Filmpreis 1994: „Beste Kamera“)
  - Justiz (Regie: Hans W. Geißendörfer; Golden Globes 1994: Nominierung „Bester fremdsprachiger Film“)
  - Kaspar Hauser (D-A-S) (Regie: Peter Sehr; Deutscher Filmpreis 1994: „Bester Spielfilm“)
  - Krücke (Regie: Jörg Grünler Deutscher Filmpreis 1993: 3 Auszeichnungen)
  - Schwarzfahrer (Regie: Pepe Danquart; Oscar 1994: „Bester Kurzfilm (Live Action)“)
  - Stalingrad (Regie: Joseph Vilsmaier; Bayerischer Filmpreis 1992 in den Kategorien Produzentenpreis, Schnitt und Kamera; Jupiter 1994: „Bester deutscher Film“)
  - Wir können auch anders … (Regie: Detlev Buck; Deutscher Filmpreis 1993: 4 Auszeichnungen)
- 1992
  - Die zweite Heimat – Chronik einer Jugend (Regie: Edgar Reitz; Filmfestspiele von Venedig 1992: FIPRESCI-Preis; Platz 100 unter den wichtigsten deutschen Filmen laut Expertenumfrage aus dem Jahr 1995[1])
  - Kinderspiele (Regie: Wolfgang Becker; Filmfest München 1992: Regieförderpreis der HypoVereinsbank; Deutscher Kamerapreis 1992 für Martin Kukula; Internationales Filmfestival von Locarno 1992: im Wettbewerb; Preis der deutschen Filmkritik 1992 als bester Spielfilm)
  - Kleine Haie (Regie: Sönke Wortmann; Deutscher Filmpreis 1993: Bester Spielfilm, Kamera; Bayerischer Filmpreis 1993: 3 Auszeichnungen; Filmfestival Montréal 1992: Golden Zenith (Preis für Erstfilme))
  - Schtonk! (Regie: Helmut Dietl; Oscar 1993 und Golden Globes 1993: Nominierungen „Bester fremdsprachiger Film“; Deutscher Filmpreis 1992: „Bester Spielfilm“)
- 1991
  - Europa (D-DK-S-F-CH) (Regie: Lars von Trier; Europäischer Filmpreis „Beste Nebendarstellerin“)
  - Go Trabi Go (D-I) (Regie: Peter Timm)
  - Hitlerjunge Salomon (D-PL-F) (Regie: Agnieszka Holland; Golden Globes 1992: Bester fremdsprachiger Film; Oscarverleihung 1992: Nominierung für Bestes Adaptiertes Drehbuch)
  - Homo faber (D-F-GR) (Regie: Volker Schlöndorff; Europäischer Filmpreis 1991: Nominierungen „Beste Hauptdarstellerin“ und „Beste Nebendarstellerin“)
  - Malina (D-A) (Regie: Werner Schroeter; Deutscher Filmpreis 1991: „Bester Spielfilm“)
  - Pappa ante Portas (Regie: Loriot; mit 3,5 Mio. Besuchern Goldene Leinwand und erfolgreichster 1991 in Deutschland produzierter Film)
  - Der Tangospieler (D-CH) (Regie: Roland Gräf; Deutscher Filmpreis 1991: Filmband in Gold für Michael Gwisdek als besten Hauptdarsteller, Filmband in Silber als bester Film; Berlinale 1991: Nominierung für den Goldenen Bären; Bergamo Film Meeting 1991: Goldene Rosa Comuna)
- 1990
  - Die Architekten (Regie: Peter Kahane; 6. Nationales Spielfilmfestival der DDR 1990: Spezialpreis; Teil der DEFA-Retrospektive im Museum of Modern Art, New York 2005[4]; laut Lexikon des internationalen Films „[e]in Film, der die Erlebnisse und Erfahrungen der jüngeren DDR-Generation gleichnishaft bündelt und mit der Agonie des Spät-Stalinismus abrechnet […], ein Abgesang auf die DDR“)
  - Das schreckliche Mädchen (Regie: Michael Verhoeven; Oscar 1991 und Golden Globes 1991: Nominierungen „Bester fremdsprachiger Film“)
  - Werner – Beinhart! (Regie: Niki List, Gerhard Hahn, Michael Schaack; 4,9 Mio. Besucher)

## 1980er Jahre
- 1989
  - Balance (Regie: Christoph und Wolfgang Lauenstein; Oscar 1990: „Bester Kurzfilm (Animiert)“)
  - Der Bruch (Regie: Frank Beyer; Kunstpreis des FDGB 1989; Ernst-Lubitsch-Preis 1990; Berlinale 1989: Teilnahme außer Konkurrenz; Internationales Filmfestival Kalkutta 1990: Teilnahme; Internationale Filmwoche Verona 1990: Teilnahme)
  - Coming Out (Regie: Heiner Carow; Berlinale 1990: Silberner Bär für Heiner Carow für besondere künstlerische Leistung, Teddy Award als bester Spielfilm, Nominierung für den Goldenen Bären; 6. Nationales Spielfilmtreffen der DDR 1990: Preis für die beste Regie und für Matthias Freihof als besten Nachwuchsdarsteller; Konrad-Wolf-Preis 1990 für Heiner Carow)
  - Georg Elser – Einer aus Deutschland (Regie: Klaus Maria Brandauer; Auszeichnungen beim Bayerischen Filmpreis 1989, beim Deutschen Filmpreis 1990 und Gilde-Filmpreis 1990)
  - Letzte Ausfahrt Brooklyn (D-USA) (Regie: Uli Edel; Deutscher Filmpreis 1990: „Bester Spielfilm“)
  - Das Spinnennetz (Regie: Bernhard Wicki; Internationale Filmfestspiele von Cannes 1989: Nominierung für die Goldene Palme; Deutscher Filmpreis 1990: Filmbänder in Gold als bester Spielfilm, für die beste Regie und das beste Szenenbild; Oscar 1989: Einreichung „Bester fremdsprachiger Film“; Bayerischer Filmpreis 1990 für Ulrich Mühe als besten Schauspieler; Gilde-Filmpreis in Gold 1990)
- 1988
  - Fallada – Letztes Kapitel (Regie: Roland Gräf; 5. Nationales Spielfilmfestival der DDR 1988: Großer Preis für den Film als Ganzes, Preis für die beste Kamera und für Jörg Gudzuhn für die beste männliche Hauptrolle; Kritikerpreis „Die große Klappe“ der Sektion Theorie und Kritik des Verbandes der Film- und Fernsehschaffenden der DDR 1989 für Jörg Gudzuhn als besten männlicher Darsteller 1988; Berlinale 1989: Nominierung für den Goldenen Bären; Chicago International Film Festival 1989: Silver Hugo für Jörg Gudzuhn als besten Schauspieler; Nominierung für den Gold Hugo; Internationale Filmwoche Verona 1990: Teilnahme)
  - Hemingway (D-USA) (Drehbuch und Regie: Bernhard Sinkel; Primetime Emmy Awards 1988: Preis für Stacy Keach für eine herausragende Hauptrolle in einer Mini-Serie; Golden Globes 1989: Golden Globe für Stacy Keach als besten Schauspieler in einer Mini-Serie, Nominierung für einen Golden Globe als beste Mini-Serie; American Societey of Cinematographers Awards 1989: Preis für Wolfgang Treu für die beste Kameraarbeit in einer Mini-Serie)
  - Herbstmilch (Regie: Joseph Vilsmaier; Deutscher Filmpreis 1989: 3 Auszeichnungen)
  - Ich und Er (Regie: Doris Dörrie; Goldene Leinwand für über 3 Mio. Besucher)
  - Die Katze (Regie: Dominik Graf; einzige Auszeichnung eines deutschen Films mit dem „Grand prix“ beim Festival du Film Policier de Cognac)
  - Ödipussi (Regie: Loriot; 4,6 Mio. Besucher)
  - Der Passagier – Welcome to Germany (Drehbuch: Jurek Becker und Thomas Brasch; Regie: Thomas Brasch; Internationale Filmfestspiele von Cannes 1988: Nominierung für die Goldene Palme; Prädikat: Wertvoll)
  - Die Schauspielerin (Regie: Siegfried Kühn; Internationales Filmfestival Karlovy Vary 1988: Preis für die beste Hauptrolle für Corinna Harfouch; Kunstpreis des FDGB 1989 für das „Kollektiv“ des Films; Kritikerpreis der Sektion Theorie und Kritik des Verbandes der Film- und Fernsehschaffenden der DDR 1989: Die große Klappe für den Film als Ganzes, Preis für Corinna Harfouch als beste weibliche Darstellerin 1988; 6. Nationales Spielfilmfestival der DDR 1990: Preise für Corinna Harfouch als beste Hauptdarstellerin; für die beste Kamera und für das beste Szenenbild; über 3,03 Mio. Kinobesucher in der DDR)
  - Treffen in Travers (Regie: Michael Gwisdek; Europäischer Filmpreis: eine von zwei Nominierungen für einen Film aus der DDR: „Beste Hauptdarstellerin“)
  - Wallers letzter Gang (Regie: Christian Wagner; Europäischer Filmpreis: Nominierung „Bester junger Film“, Filmfestspiele von Cannes 1989: Besondere Erwähnung bei der Goldenen Kamera; Bayerischer Filmpreis, Deutscher Filmpreis 1989: 2 Auszeichnungen; Preis der deutschen Filmkritik 1988: „Bester Spielfilm“)
  - Yasemin (Regie: Hark Bohm; Deutscher Filmpreis 1989: „Bester Spielfilm“)
- 1987
  - Einer trage des anderen Last … (Regie: Lothar Warneke; Europäischer Filmpreis 1988: eine von zwei Nominierungen für einen Film aus der DDR: bestes Drehbuch; Berlinale 1988: Silberner Bär für Manfred Möck und für Jörg Pose als beste Darsteller, Preis der Leserjury der Berliner Morgenpost; 5. Nationales Spielfilmfestival der DDR 1988: Preis für Karin Gregorek als beste Nebendarstellerin, Publikumspreis Großer Steiger)
  - Francesca (Regie: Vérénice Rudolph; Deutscher Filmpreis 1987: Bester Spielfilm)
  - Hasenherz (Regie: Gunter Friedrich; Berlinale 1988: UNICEF-Preis, Preis der Kinderjury [Kinderfilmfest])
  - Der Himmel über Berlin (D-F) (Regie: Wim Wenders; Deutscher Filmpreis 1988: „Bester Spielfilm“; Europäischer Filmpreis 1988: Regie und Nebenrolle; César 1988: Nominierung; Platz 60 unter den wichtigsten deutschen Filmen laut Expertenumfrage aus dem Jahr 1995[1])
  - Otto – Der neue Film (Regie: Xaver Schwarzenberger, Otto Waalkes; 6,4 Mio. Besucher)
  - Out of Rosenheim (D-USA) (Regie: Percy Adlon, César 1989: „Bester ausländischer Film“; Oscar 1989: Nominierung „Bester Song“)
  - Sansibar oder Der letzte Grund (Regie: Bernhard Wicki; Filmfestspiele Reims 1989: Großer Regiepreis; Adolf-Grimme-Preis mit Gold 1988)
  - Schmetterlinge (Regie: Wolfgang Becker; Locarno Film Festival 1988: Goldener Leopard)
  - Der Tod des Empedokles (D-F) (Regie: Danièle Huillet und Jean-Marie Straub; Berlinale 1987: Nominierung für den Goldenen Bären)
- 1986
  - 40 qm Deutschland (Regie: Tevfik Başer; Deutscher Filmpreis 1987: Nominierung „Bester Spielfilm“ und Filmband in Gold für Özay Fecht (Darstellerische Leistung); Locarno Film Festival: „Silberner Leopard“;: Filmfestspiele von Cannes 1986: Teilnahme an der „Woche der Kritik“)
  - Der Flieger (Regie: Erwin Keusch); Gilde-Filmpreis 1987 – Bester nationaler Film – Silber; Nominierung Deutscher Filmpreis 1987 – Bester Spielfilm
  - Der Name der Rose (D-F-I) (Regie: Jean-Jacques Annaud; César 1987: „Bester ausländischer Film“; 5,9 Mio. Besucher)
  - Rosa Luxemburg (D-CS)(Regie: Margarethe von Trotta; Deutscher Filmpreis 1986: „Bester Spielfilm“)
  - Stammheim (Regie: Reinhard Hauff; Berlinale 1986: Goldener Bär)
  - Ein Virus kennt keine Moral (Regie: Rosa von Praunheim) war der erste deutsche Film über AIDS.[5] Auch fast 40 Jahre später listete die Deutsche AIDS-Hilfe den Film unter den 10 international bedeutendsten Filmen über HIV/AIDS auf.[6]
- 1985
  - Bittere Ernte (Regie: Agnieszka Holland; Oscar 1986: Nominierung „Bester fremdsprachiger Film“)
  - Die Frau und der Fremde (Regie: Rainer Simon; Berlinale 1985: Goldener Bär [als überhaupt einziger Film aus der DDR])
  - Männer (Regie: Doris Dörrie; 5,2 Mio. Besucher)
  - Oberst Redl (D-A-H) (Regie: István Szabó; Deutscher Filmpreis 1985: „Bester Spielfilm“)
  - Otto – Der Film (Regie: Xaver Schwarzenberger; Otto Waalkes; 14,5 Mio. Besucher)
- 1984
  - Abwärts (Regie: Carl Schenkel; Sitges Festival Internacional de Cinema de Catalunya 1984: Caixa de Catalunya für die beste Regie und spezielle Erwähnung des Regisseurs durch die Jury; Deutscher Filmpreis 1985: zwei Filmbänder in Gold für Götz George für darstellerische Leistungen und für die beste Kameraführung; Fantasporto 1985: Preis für die beste Regie, Nominierung für den International Fantasy Film Award und spezielle Erwähnung durch die Publikumsjury; Bayerischer Filmpreis für die beste Regie)
  - Erscheinen Pflicht (Regie: Helmut Dziuba; 3. Nationales Spielfilmfestival der DDR: Eröffnungsfilm, auf politischen Druck hin erhielt der Film nur eine lobende Erwähnung sowie Preise für Peter Sodann für die beste männliche, für Simone von Zglinicki für die beste weibliche Nebenrolle und für die Kostüme; nach der Premiere weitgehend aus dem Programm der Kinos genommen)
  - Die Grünstein-Variante (Regie: Bernhard Wicki; Deutscher Filmpreis 1985: Filmband in Gold für die beste Regie; Verband der Film- und Fernsehschaffenden der DDR: Kritikerpreis 1985)
  - Heimat – Eine deutsche Chronik (Regie: Edgar Reitz; Filmfestspiele von Venedig 1984: FIPRESCI-Preis; Platz 27 unter den wichtigsten deutschen Filmen laut Expertenumfrage aus dem Jahr 1995[1])
  - Klassenverhältnisse (D-F) (Regie: Danièle Huillet und Jean-Marie Straub; Berlinale 1984: Lobende Erwähnung, Nominierung für den Goldenen Bären; International Istanbul Film Festival 1985: Spezialpreis der Jury)
  - Paris, Texas (D-F) (Regie: Wim Wenders, Filmfestspiele von Cannes 1984: Goldene Palme; Golden Globes 1985: Nominierung „Bester fremdsprachiger Film“; César 1985: Nominierung)
  - Der Prozeß (Buch und Regie: Eberhard Fechner; Eduard-Rhein-Preis 1985; Platz 64 unter den wichtigsten deutschen Filmen laut Expertenumfrage aus dem Jahr 1995[1])
  - Die unendliche Geschichte (D-USA) (Regie: Wolfgang Petersen; 4,8 Mio. Besucher)
  - Wo die grünen Ameisen träumen – (Regie: Werner Herzog; Deutscher Filmpreis 1984: „Bester Spielfilm“)
- 1983
  - Der Aufenthalt (Regie: Frank Beyer; Kritikerpreis der Sektion Theorie und Kritik des Verbandes der Film- und Fernsehschaffenden als bester DEFA-Film 1983; Heinrich-Greif-Preis 1984; 3. Nationales Spielfilmfestival der DDR 1984: Großer Preis für den Film als Ganzes und fünf erste Preise, für beste Regie, bestes Drehbuch, besten Schnitt, bestes Szenenbild und für Sylvester Groth als besten Nachwuchsdarsteller)
  - Die flambierte Frau (Regie: Robert van Ackeren; Oscar 1984: Einreichung als bester fremdsprachiger Film; laut Lexikon des internationalen Films „[e]ine satirische schwarze Komödie, die verlogene bürgerliche Umgangsformen und den Mißbrauch von Gefühlen angreift“, und „[e]in großer Kassenerfolg des deutschen Kinos“)
  - Frühlingssinfonie (Regie: Peter Schamoni; Deutscher Filmpreis 1983: Filmband in Gold für Nastassja Kinski für die beste weibliche Hauptrolle; Bayerischer Filmpreis 1983 für die beste Regie; Filmfestival La Coruña 1983: Preis der Galizischen Filmschaffenden für die beste Kamera; Preise für die beste Regie, die beste Ausstattung und eine besondere Erwähnung für die darstellerische Leistung)
  - Kehraus (Regie: Hanns Christian Müller; Deutscher Filmpreis 1984: Filmband in Gold für das beste Drehbuch, Filmband in Silber für den besten Spielfilm; Ernst-Lubitsch-Preis 1984 für Gerhard Polt; Filmfestival Max Ophüls Preis 1984: Nominierung für den Max-Ophüls-Preis; Gilde-Filmpreis 1984 in Gold)
  - Utopia (Regie: Sohrab Shahid Saless; Berlinale 1983: Nominierung für den Goldenen Bären; Chicago International Film Festival 1983: Nominierung für den Gold Hugo als bester Film; Fernsehfilmpreis der Deutschen Akademie der Darstellenden Künste 1984)
  - Die weiße Rose (Regie: Michael Verhoeven; Deutscher Filmpreis 1983 in Silber; Deutscher Filmpreis in Gold)
- 1982
  - Die Beunruhigung (Regie: Lothar Warneke; 2. Nationales Spielfilmfestival der DDR 1982: Preise für die beste Regie, das beste Drehbuch, die beste Kamera und den besten Schnitt sowie für Christine Schorn als beste Haupt- und Walfriede Schmitt als beste Nebendarstellerin; über 4,28 Mio. Kinobesucher in der DDR; laut Lexikon des internationalen Films „besticht der Film durch eine einfühlsame und spontane Regie“)
  - Domino (Drehbuch und Regie: Thomas Brasch; Internationales Filmfestival von Locarno 1983: Auge des Leoparden in Silber für den besten Fernsehfilm; Prädikat: Besonders Wertvoll)
  - Fitzcarraldo (Regie: Werner Herzog; Golden Globes 1983: Nominierung „Bester fremdsprachiger Film“)
  - Die Heartbreakers (Regie: Peter F. Bringmann; Prädikat: Wertvoll; Deutscher Filmpreis 1983: Filmband in Silber als bester Spielfilm; Bayerischer Filmpreis 1983 als beste Nachwuchsproduktion; Filmfestival Max Ophüls Preis 1983: Nominierung für den Max-Ophüls-Preis; Gilde-Filmpreis in Silber 1984)
  - Die Sehnsucht der Veronika Voss (Regie: Rainer Werner Fassbinder; Berlinale 1982: Goldener Bär)
  - Der Stand der Dinge (Regie: Wim Wenders, Deutscher Filmpreis 1983: „Bester Spielfilm“; Filmfestspiele von Venedig 1982: Goldener Löwe)
- 1981
  - Die bleierne Zeit (Regie: Margarethe von Trotta, Deutscher Filmpreis 1982: „Bester Spielfilm“; Filmfestspiele von Venedig 1981: Goldener Löwe; Platz 74 unter den wichtigsten deutschen Filmen laut Expertenumfrage aus dem Jahr 1995[1])
  - Das Boot (Regie: Wolfgang Petersen; Oscar 1983: Nominierungen „Beste Regie“, „Bestes adaptiertes Drehbuch“, „Beste Kamera“, „Bester Schnitt“, „Bester Tonschnitt“ sowie „Bester Ton“; Golden Globes 1982: Nominierung „Bester fremdsprachiger Film“; 5,8 Mio. Besucher; Platz 95 unter den wichtigsten deutschen Filmen laut Expertenumfrage aus dem Jahr 1995[1])
  - Bürgschaft für ein Jahr (Regie: Herrmann Zschoche; Berlinale 1982: Silberner Bär für Katrin Sass als beste Darstellerin, Preis der Organisation catholique internationale pour le cinéma et l’audiovisuel (OCIC), Nominierung für den Goldenen Bären; Chicago International Film Festival 1982: Nominierung für den Gold Hugo; Prädikat: Wertvoll)
  - Christiane F. – Wir Kinder vom Bahnhof Zoo (Regie: Ulrich Edel; World Film Festival 1981: „Most Popular Film“; Goldene Leinwand 1981: Auszeichnung)
  - Dein unbekannter Bruder (Regie: Ulrich Weiß; 2. Nationales Spielfilmfestival der DDR 1982: Lobende Erwähnung (eigens geschaffene Kategorie, da der Film auf politische Weisung nicht als bester Film ausgezeichnet werden durfte); Internationale Filmfestspiele von Cannes 1982: Einladung, durfte aber auf staatlichen Druck hin nicht angenommen werden; Filmfestival Max Ophüls Preis 1985: Sonderpreis des Bürgermeisters von Saarbrücken, Nominierung für den Max-Ophüls-Preis; Teil der DEFA-Retrospektive im Museum of Modern Art, New York 2005[4])
  - Desperado City (Regie: Vadim Glowna, Filmfestspiele von Cannes 1981: Goldene Kamera)
  - Engel aus Eisen (Drehbuch und Regie: Thomas Brasch; Deutscher Filmpreis 1981: Filmband in Gold für Ilse Pagé für die beste weibliche Nebenrolle; Filmfestspiele von Cannes 1981: Nominierung für die Goldene Palme; Chicago International Film Festival 1981: Nominierung für den Gold Hugo; Bayerischer Filmpreis 1982 für die beste Nachwuchsregie; Filmfestival Max Ophüls Preis 1982: Nominierung für den Max-Ophüls-Preis)
  - Jadup und Boel (Regie: Rainer Simon; in der DDR zunächst verboten; Uraufführung erst 1988; Internationales Filmfestival Moskau 1989: Nominierung für den Goldenen Georg; laut Lexikon des internationalen Films „[e]in ausdrucksstarker Versuch, sich in poetischer und zugleich realistischer Weise mit der jüngeren deutschen Geschichte und der Gegenwart auseinander zu setzen“)
  - Jede Menge Kohle (Regie: Adolf Winkelmann; Deutscher Filmpreis 1981: „Bester Spielfilm“)
  - Lola (Regie: Rainer Werner Fassbinder; Deutscher Filmpreis 1982: 3 Auszeichnungen)
  - Mephisto (D-H-A) (Regie: István Szabó; Oscar 1982: „Bester fremdsprachiger Film“; Platz 99 unter den wichtigsten deutschen Filmen laut Expertenumfrage aus dem Jahr 1995[1])
  - Unser kurzes Leben (Regie: Lothar Warneke; Internationales Filmfestival Moskau 1981: Spezialpreis des sowjetischen Verbandes bildender Künstler, Nominierung für den Großen Preis; 2. Nationales Spielfilmfestival der DDR 1982: Preis für Helmut Straßburger für die beste männliche Nebenrolle und Preis für den besten Schnitt; Kunstpreis des FDGB 1981 „im Kollektiv“ für Regie, Drehbuch, Kamera und Dramaturgie)
- 1980
  - Berlin Alexanderplatz (Regie: Rainer Werner Fassbinder; Deutscher Darstellerpreis 1982 für Günter Lamprecht; National Society of Film Critics Award 1984: 2. Platz bei den Filmen, 3. Platz für Günter Lamprecht bei den besten Schauspielern; Nominierung für den CableACE Award 1985; als einer von drei deutschen Filmen aufgenommen in die All Time 100 Best Movies des Time Magazine; Platz 80 unter den wichtigsten deutschen Filmen laut Expertenumfrage aus dem Jahr 1995[1])
  - Ordnung (Regie: Sohrab Shahid Saless; Chicago International Film Festival 1980: Nominierung für den Gold Hugo als bester Film; Filmfestspiele von Cannes 1980: Teilnahme [„Woche der Regisseure“])
  - Palermo oder Wolfsburg (D-CH) (Regie: Werner Schroeter; Berlinale 1980: Goldener Bär; Chicago International Film Festival 1980: Nominierung für den Gold Hugo als bester Film; Filmfestival Max Ophüls Preis 1980: Nominierung für den Max-Ophüls-Preis)
  - Solo Sunny (Regie: Konrad Wolf; Berlinale 1980: Silberner Bär für Renate Krößner als beste Darstellerin, FIPRESCI-Preis, Preis der Leserjury der Berliner Morgenpost und Nominierung für den Goldenen Bären; Nationales Spielfilmfestival der DDR 1980: Auszeichnungen für die beste Regie, die beste Kamera, die beste Filmmusik, den besten Schnitt, das beste Szenenbild, für Renate Krößner als beste Haupt-, Heide Kipp als beste Nebendarstellerin und Dieter Montag als besten Nebendarsteller; Chicago International Film Festival 1980: Goldplakette für das beste Drehbuch; Platz 52 unter den wichtigsten deutschen Filmen laut Expertenumfrage aus dem Jahr 1995[1])
  - Theo gegen den Rest der Welt (Regie: Peter F. Bringmann; Bayerischer Filmpreis 1981 für die beste Nachwuchsregie; Ernst-Lubitsch-Preis 1981 für Marius Müller-Westernhagen; Filmfestival Max Ophüls Preis 1981: Nominierung für den Max-Ophüls-Preis; Goldene Leinwand 1981; kommerziell erfolgreichster deutscher Film des Jahres 1980)
  - Die Verlobte (Regie: Günther Rücker und Günter Reisch; Internationales Filmfestival Karlovy Vary 1980: Kristallglobus; Nationalpreis der DDR I. Klasse an das „Schöpferkollektiv“ des Films; Kritikerpreis der Sektion Theorie und Kritik des Verbandes der Film- und Fernsehschaffenden der DDR 1981 als bester DEFA-Film 1980; Sydney Film Festival 1981: 1. Preis; 12. Internationale Woche der Filmautoren in Benalmádena 1981: Jungfrau von Benalmadena; Chicago International Film Festival 1981: Nominierung für den Gold Hugo; 2. Nationales Spielfilmfestival der DDR 1982: Großer Preis und Preise für die beste Kamera, den besten Schnitt, die beste Szenographie, für Jutta Wachowiak als beste Hauptdarstellerin und für Käthe Reichel sowie Rolf Ludwig für die beste weibliche bzw. männliche Nebenrolle; Prädikat [DDR]: Besonders Wertvoll)

## 1970er Jahre
- 1979
  - Die Blechtrommel (D-F-PL-YU) (Regie: Volker Schlöndorff; Oscar 1980: „Bester fremdsprachiger Film“; Filmfestspiele von Cannes 1979: Goldene Palme; Deutscher Filmpreis 1979: „Bester Spielfilm“; César 1980: Nominierung; Platz 34 unter den wichtigsten deutschen Filmen laut Expertenumfrage aus dem Jahr 1995[1])
  - David (Regie: Peter Lilienthal; Berlinale 1979: Goldener Bär)
  - Die Ehe der Maria Braun (Regie: Rainer Werner Fassbinder; Golden Globes 1980: Nominierung „Bester fremdsprachiger Film“; Bundeszentrale für politische Bildung: Eintrag im Filmkanon; Platz 31 unter den wichtigsten deutschen Filmen laut Expertenumfrage aus dem Jahr 1995[1])
  - Das Ende des Regenbogens (Regie: Uwe Frießner, Deutscher Filmpreis 1980: Filmband in Silber, Deutscher Filmpreis in Gold: Thomas Kufahl; Preis der deutschen Filmkritik; Max Ophüls Festival 1980: Auszeichnung von Uwe Frießner)
  - Die letzten Jahre der Kindheit (Regie: Norbert Kückelmann; Deutscher Filmpreis 1980: „Bester Spielfilm“)
  - Schneeweißchen und Rosenrot (Regie: Siegfried Hartmann; über 3,2 Mio. Kinobesucher in der DDR)
  - Woyzeck (Regie: Werner Herzog; Filmfestspiele von Cannes 1979: Preis für Eva Mattes als beste Schauspielerin in einer Nebenrolle, Nominierung für die Goldene Palme; Premios Sant Jordi de Cine 1980: Preis für Klaus Kinski für die beste Hauptrolle in einem fremdsprachigen Film; Gilde-Filmpreis in Silber 1980)
- 1978
  - Anton der Zauberer (Regie: Günter Reisch; Kritikerpreise der Sektion Theorie und Kritik des Verbandes der Film- und Fernsehschaffenden der DDR 1978 als bester und als komischster DEFA-Film 1978; Internationales Filmfestival Moskau 1979: Preis für Ulrich Thein als besten Hauptdarsteller; Nominierung des Films für den Großen Preis; Heinrich-Greif-Preis 1979 I. Klasse für die Regie, das Drehbuch und den Hauptdarsteller)
  - Deutschland im Herbst (Regie: Alf Brustellin, Hans Peter Cloos, Rainer Werner Fassbinder, Alexander Kluge, Maximiliane Mainka, Beate Mainka-Jellinghaus, Edgar Reitz, Katja Rupé, Volker Schlöndorff, Peter Schubert, Bernhard Sinkel; Deutscher Filmpreis 1978: „Beste Filmkonzeption“; Berlinale 1978: Wettbewerbsbeitrag; Platz 28 unter den wichtigsten deutschen Filmen laut Expertenumfrage aus dem Jahr 1995[1])
  - Die gläserne Zelle (Regie: Hans W. Geißendörfer; Deutscher Filmpreis 1978: „Bester Spielfilm“; Oscar 1979: Nominierung „Bester fremdsprachiger Film“)
  - Die linkshändige Frau (Drehbuch und Regie: Peter Handke; Deutscher Filmpreis 1978: Filmband in Gold für den besten Schnitt; Internationale Filmfestspiele von Cannes 1978: Nominierung für die Goldene Palme; Bambi 1978 für Peter Handke für die beste deutsche Regie; Gilde-Filmpreis 1979 in Gold)
  - Taugenichts (Drehbuch: Alf Brustellin und Bernhard Sinkel; Regie: Bernhard Sinkel; Deutscher Filmpreis 1978: Filmband in Silber als bester Spielfilm; Cairo International Film Festival 1978: Silberne Pyramide für die beste Regie)
- 1977
  - Der amerikanische Freund (D-F-USA) (Regie: Wim Wenders; Deutscher Filmpreis 1978: Filmband in Gold in den Kategorien „Regie“ und „Filmschnitt“, Filmband in Silber in der Kategorie „Weitere programmfüllende Spielfilme“; César 1978: Nominierung; Platz 85 unter den wichtigsten deutschen Filmen laut Expertenumfrage aus dem Jahr 1995[1])
  - Aus einem deutschen Leben (Regie: Theodor Kotulla; Deutscher Filmpreis 1978: Filmband in Silber in der Kategorie „Weitere programmfüllende Spielfilme“; Platz 93 unter den wichtigsten deutschen Filmen laut Expertenumfrage aus dem Jahr 1995[1])
  - Heinrich (Regie: Helma Sanders-Brahms; Deutscher Filmpreis 1977: „Bester Spielfilm“)
  - Der Mädchenkrieg (Drehbuch und Regie: Alf Brustellin und Bernhard Sinkel; Deutscher Filmpreis 1977: zwei Filmbänder in Gold für Katharina Hunter als beste Nachwuchsschauspielerin und für die Ausstattung, Filmband in Silber als bester Spielfilm; Ernst-Lubitsch-Preis 1977 für Bernhard Sinkel; Festival Internacional de Cine de San Sebastián 1977: Silberne Muschel für die beste Regie, Premio San Sebastian für Katharina Hunter für die beste weibliche Hauptrolle, Preis der Organisation catholique internationale pour le cinéma (OCIC); Gilde-Filmpreis in Gold 1978)
  - Stroszek (Regie: Werner Herzog; Preis der deutschen Filmkritik 1977: „Bester Spielfilm“)
- 1976
  - Es herrscht Ruhe im Land (Regie: Peter Lilienthal; Deutscher Filmpreis 1976: „Bester Spielfilm“; Preis der deutschen Filmkritik 1976: „Bester Spielfilm“)
  - Der Fangschuß (D-F) (Regie: Volker Schlöndorff; Deutscher Filmpreis 1977: 2 Auszeichnungen)
  - Im Lauf der Zeit (Regie: Wim Wenders; Filmfestspiele von Cannes 1976: FIPRESCI-Preis; Platz 36 unter den wichtigsten deutschen Filmen laut Expertenumfrage aus dem Jahr 1995[1])
  - Mama, ich lebe (Regie: Konrad Wolf; Kunstpreis des FDGB 1977; Berlinale 1977: Interfilm-Award „besondere Erwähnung“, Nominierung für den Goldenen Bären; Internationales Filmfestival des neorealistischen Films Avellino 1977: Silbermedaille)
  - Die Marquise von O. (D-F) (Regie: Éric Rohmer; Deutscher Filmpreis 1976: drei Filmbänder in Gold für Bruno Ganz für die beste männliche und für Edith Clever für die beste weibliche Hauptrolle sowie für das beste Szenenbild; Internationale Filmfestspiele von Cannes 1976: Großer Preis der Jury, Nominierung für die Goldene Palme; National Board of Review Award 1976 als bester fremdsprachiger Film; British Academy Film Award 1977 für die besten Kostüme; National Society of Film Critics Award 1977 für die beste Kamera, 2. Platz; Gilde-Filmpreis in Gold 1977)
  - Reifezeit (Regie: Sohrab Shahid Saless; Internationales Filmfestival von Locarno 1976: Preis der Ökumenischen Jury – besondere Erwähnung; Chicago International Film Festival 1976: Bronze Hugo)
- 1975
  - Falsche Bewegung (Regie: Wim Wenders; Deutscher Filmpreis 1975: 6 Auszeichnungen)
  - In der Fremde (D-IR) (Regie: Sohrab Shahid Saless; Berlinale 1975: FIPRESCI-Preis, Interfilm Award – Erwähnung; Preis der Organisation Catholique Internationale du Cinéma (OCIC) – Erwähnung, Nominierung für den Goldenen Bären; „Saless’ erster in der Bundesrepublik entstandener Film besticht“ laut Lexikon des internationalen Films „durch großes Einfühlungsvermögen und gestalterische Strenge“)
  - Lina Braake (Drehbuch und Regie: Bernhard Sinkel; Deutscher Filmpreis 1975: Filmband in Gold für Lina Carstens für die beste weibliche Hauptrolle, Filmband in Silber als bester programmfüllender Spielfilm; Berlinale 1975: Interfilm-Award, Empfehlung beim Preis der Organisation Catholique Internationale du Cinéma (OCIC))
  - Die verlorene Ehre der Katharina Blum (Regie: Volker Schlöndorff; Deutscher Filmpreis 1976: 2 Auszeichnungen; Platz 49 unter den wichtigsten deutschen Filmen laut Expertenumfrage aus dem Jahr 1995[1])
- 1974
  - Alice in den Städten (Regie: Wim Wenders; Preis der deutschen Filmkritik 1975: „Bester Spielfilm“; Bundeszentrale für politische Bildung: Eintrag im Filmkanon; Platz 47 unter den wichtigsten deutschen Filmen laut Expertenumfrage aus dem Jahr 1995[1])
  - Angst essen Seele auf (Regie: Rainer Werner Fassbinder; Filmfestspiele von Cannes 1974: FIPRESCI-Preis und „Preis der ökumenischen Jury“; Platz 53 unter den wichtigsten deutschen Filmen laut Expertenumfrage aus dem Jahr 1995[1])
  - Fontane Effi Briest (Regie: Rainer Werner Fassbinder; Berlinale 1974: Interfilm-Award, Nominierung für den Goldenen Bären; Platz 84 unter den wichtigsten deutschen Filmen laut Expertenumfrage aus dem Jahr 1995[1])
  - Jakob der Lügner (DDR-CS) (Regie: Frank Beyer; Oscar 1977: einzige Nominierung als „Bester fremdsprachiger Film“ für einen Film aus der DDR; Platz 87 unter den wichtigsten deutschen Filmen laut Expertenumfrage aus dem Jahr 1995[1])
  - Jeder für sich und Gott gegen alle (Regie: Werner Herzog; Filmfestspiele von Cannes 1975: 3 Auszeichnungen; Deutscher Filmpreis 1975: 3 Auszeichnungen; Platz 88 unter den wichtigsten deutschen Filmen laut Expertenumfrage aus dem Jahr 1995[1])
- 1973
  - Apachen (Regie: Gottfried Kolditz; fast 3,75 Mio. Kinobesucher in der DDR; laut Lexikon des internationalen Films ein „[s]pannend und routiniert inszenierter Western“)
  - Der Fußgänger (Regie: Maximilian Schell; Oscar 1974: Nominierung „Bester fremdsprachiger Film“; Golden Globes 1974: „Bester fremdsprachiger Film“; Deutscher Filmpreis 1974: „Bester Spielfilm“)
  - Die Legende von Paul und Paula (Regie: Heiner Carow; fast 3,3 Mio. Zuschauer in der DDR; Teil der DEFA-Retrospektive im Museum of Modern Art, New York 2005[4]; Platz 68 unter den wichtigsten deutschen Filmen laut Expertenumfrage aus dem Jahr 1995[1])
  - Die Sachverständigen (Regie: Norbert Kückelmann; Deutscher Filmpreis 1973: „Bester Spielfilm“)
  - Das zweite Leben des Friedrich Wilhelm Georg Platow (Regie: Siegfried Kühn; wegen der Subversivität des Films in der DDR keine offizielle Premiere und keine Rezensionen [verdeckte Zensur]; für die DEFA-Stiftung „eine[r] der wichtigsten Filme der Zeit“, eines „de[r] interessantesten Werke […] des Regisseurs und […] eine der besten Komödien der DEFA“)
- 1972
  - Aguirre, der Zorn Gottes (Regie: Werner Herzog; Étoile de Cristal 1975: „Bester ausländischer Film“; César 1976: Nominierung; als einer von drei deutschen Filmen aufgenommen in die All Time 100 Best Movies des Time Magazine; Platz 70 unter den wichtigsten deutschen Filmen laut Expertenumfrage aus dem Jahr 1995[1])
  - Der Dritte (Regie: Egon Günther; Internationales Filmfestival Karlovy Vary 1972: Hauptpreis; Internationale Filmkunstschau Venedig 1972: Darstellerpreis für Jutta Hoffmann; Nationalpreis der DDR II. Klasse 1972 für Jutta Hoffmann; Nationalpreis der DDR III. Klasse 1972 für Egon Günther; Teil der DEFA-Retrospektive im Museum of Modern Art, New York 2005[4])
  - Laß jucken, Kumpel (Regie: Franz Marischka; Goldene Leinwand; geschätzte 4,0 Mio. Besucher)
  - Der Mann, der nach der Oma kam (Regie: Roland Oehme; über 3,38 Mio. Kinobesucher in der DDR; laut Lexikon des internationalen Films ein „Lustspiel mit zahlreichen originellen Einfällen, die vor allem aus der Umkehrung traditionellen Rollenverhaltens entstehen“)
  - Tecumseh (Regie: Hans Kratzert; fast 3,1 Mio. Kinobesucher in der DDR)
- 1971
  - Nicht der Homosexuelle ist pervers, sondern die Situation, in der er lebt (Regie: Rosa von Praunheim) war der Auslöser für die moderne Lesben- und Schwulenbewegung in Deutschland und löste viele Kontroversen aus.[7]
  - Der arme Müllersbursch und das Kätzchen (Regie: Lothar Barke und Helmut Barkowsky; mit über 3,02 Mio. Kinobesuchern in der DDR der in der DDR erfolgreichste auch in ihr produzierte Trickfilm)
  - Dornröschen (Regie: Walter Beck; über 4,58 Mio. Kinobesucher in der DDR)
  - Das falsche Gewicht (Regie: Bernhard Wicki; Deutscher Filmpreis 1972: vier Filmbänder in Gold für die beste Regie, die beste Kamera, für Helmut Qualtinger für die beste männliche Haupt- und für István Iglódi für die beste männliche Nebenrolle; zwei Goldene Kameras 1971 für die beste Regie und für Helmut Qualtinger für den besten Schauspieler)
  - Goya (Drehbuch: Angel Wagenstein und Konrad Wolf; Regie: Konrad Wolf; Nationalpreis der DDR I. Klasse 1971; Kunstpreis der DDR 1971; Internationales Filmfestival Moskau 1971: Spezialpreis der Jury)
  - Händler der vier Jahreszeiten (Regie: Rainer Werner Fassbinder; Deutscher Filmpreis 1972: drei Filmbänder in Gold für den besten programmfüllenden Spielfilm (Gestaltung), für die beste weibliche Hauptrolle für Irm Hermann und für die beste männliche Hauptrolle für Hans Hirschmüller; Platz 65 unter den wichtigsten deutschen Filmen laut Expertenumfrage aus dem Jahr 1995[1])
  - Trotta (Regie: Johannes Schaaf; Berliner Kritikerpreis 1971; Deutscher Filmpreis 1972: fünf Filmbänder in Gold für den besten programmfüllenden Spielfilm (Herstellung), die beste Regie, den besten Schnitt, für Rosemarie Fendel für die beste weibliche und für István Iglódi für die beste männliche Nebenrolle; Internationale Filmfestspiele von Cannes 1972: Nominierung für die Goldene Palme; Goldene Kamera 1974 für Rosemarie Fendel)
  - Osceola (Regie: Konrad Petzold; über 3,51 Mio. Kinobesucher in der DDR)
  - Zeit der Störche (Regie: Siegfried Kühn; über 5,8 Mio. Kinobesucher in der DDR)
- 1970
  - Erste Liebe (Regie: Maximilian Schell; Deutscher Filmpreis 1971: „Bester Spielfilm“)
  - Malatesta (Regie: Peter Lilienthal; Deutscher Filmpreis 1970: „Bester Spielfilm“)
  - Das Millionenspiel (Regie: Tom Toelle; Skandal auslösender Fernsehfilm)
  - Schulmädchen-Report: Was Eltern nicht für möglich halten (Regie: Ernst Hofbauer; geschätzte 7 Mio. Besucher)
  - Warum läuft Herr R. Amok? (Regie: Michael Fengler und Rainer Werner Fassbinder; Berlinale 1970: Teilnahme; Deutscher Filmpreis 1971: „Beste Regie“)

## 1960er Jahre
- 1969
  - Ich bin ein Elefant, Madame (Regie: Peter Zadek; Berlinale 1969: Silberner Bär; Deutscher Filmpreis 1969: 2 Auszeichnungen)
  - Jagdszenen aus Niederbayern (Regie: Peter Fleischmann; Deutscher Filmpreis 1969: 2 Auszeichnungen; Platz 96 unter den wichtigsten deutschen Filmen laut Expertenumfrage aus dem Jahr 1995[1])
  - Katzelmacher (Regie: Rainer Werner Fassbinder; Deutscher Filmpreis 1970: „Bester Spielfilm“; Preis der deutschen Filmkritik 1969: „Bester Spielfilm“; Platz 39 unter den wichtigsten deutschen Filmen laut Expertenumfrage aus dem Jahr 1995[1])
  - Nachrede auf Klara Heydebreck (Regie: Eberhard Fechner; Adolf-Grimme-Preis mit Silber 1970; Deutscher Kritikerpreis (Film) 1970; Goldene Kamera 1971)
  - Weiße Wölfe (DDR-YU) (Regie: Konrad Petzold und Boško Bošković; über 4,6 Mio. Kinobesucher in der DDR)
- 1968
  - Die Artisten in der Zirkuskuppel: ratlos (Regie: Alexander Kluge, Filmfestspiele von Venedig 1968: Goldener Löwe; Deutscher Filmpreis 1969: „Bester Spielfilm“; Platz 83 unter den wichtigsten deutschen Filmen laut Expertenumfrage aus dem Jahr 1995[1])
  - Chronik der Anna Magdalena Bach (D-I) (Regie: Danièle Huillet und Jean-Marie Straub; Berlinale 1968: Nominierung für den Goldenen Bären; British Film Institute: Sutherland Trophy 1968; Platz 69 unter den wichtigsten deutschen Filmen laut Expertenumfrage aus dem Jahr 1995[1])
  - Heißer Sommer (Regie: Joachim Hasler; über 3,44 Mio. Kinobesucher in der DDR; laut Lexikon des internationalen Films „avancierte die heiter-unverbindliche Sommergeschichte […] zum Kultfilm“)
  - Ich war neunzehn (Regie: Konrad Wolf; Nationalpreis der DDR I. Klasse 1968; Heinrich-Greif-Preis I. Klasse 1969; fast 3,32 Mio. Kinobesucher in der DDR; Aufnahme in den Filmkanon der Bundeszentrale für politische Bildung; Platz 71 unter den wichtigsten deutschen Filmen laut Expertenumfrage aus dem Jahr 1995[1])
  - Spur des Falken (Regie: Gottfried Kolditz; über 5,13 Mio. Kinobesucher in der DDR; laut Lexikon des internationalen Films „[i]n künstlerischer und gesellschaftskritischer Hinsicht einer der stärksten DEFA-Indianerfilme“, „[a]ktionsreich, gut gespielt, flott geschnitten“)
  - Zur Sache, Schätzchen (Regie: May Spils; Deutscher Filmpreis 1968: zwei Filmbänder in Gold für Werner Enke und May Spils für die Dialoge [eigens geschaffene Kategorie] und für Werner Enke für die beste männliche Hauptrolle; Bambi 1969 für Uschi Glas als beste deutsche Schauspielerin; Goldene Leinwand 1969; geschätzte 6,5 Mio. Besucher)
- 1967
  - Alle Jahre wieder (Regie: Ulrich Schamoni; Berlinale 1967: FIPRESCI-Preis und Silberner Bär (Sonderpreis der Jury) für Ulrich Schamoni, Nominierung für den Goldenen Bären; Deutscher Filmpreis 1967: zwei Filmbänder in Gold für Hans Dieter Schwarze als besten Hauptdarsteller und Ulla Jacobsson für die beste weibliche Nebenrolle, Filmband in Silber als bester abendfüllender Spielfilm)
  - Chingachgook, die große Schlange (Regie: Richard Groschopp; über 5,07 Mio. Kinobesucher in der DDR; laut Joe Hembus’ Das Western-Lexikon „[d]ie beste unter den vielen Cooper-Verfilmungen“)
  - Mord und Totschlag (Regie: Volker Schlöndorff; Filmfestspiele von Cannes 1967: Teilnahme; Deutscher Filmpreis 1967: 2 Auszeichnungen)
  - Spur eines Mädchens (Regie: Gustav Ehmck; Deutscher Filmpreis 1967: zwei Filmbänder in Gold für die beste Nachwuchsregie und für Thekla Carola Wied für die beste weibliche Hauptrolle)
  - Tätowierung (Regie: Johannes Schaaf; Berlinale 1967: Nominierung für den Goldenen Bären; Deutscher Filmpreis 1968: drei Filmbänder in Gold als bester Spielfilm, für die beste Regie und für Alexander May für die beste darstellerische Leistung)
- 1966
  - Abschied von gestern (Regie: Alexander Kluge; Deutscher Filmpreis 1967: „Bester Spielfilm“; Platz 14 unter den wichtigsten deutschen Filmen laut Expertenumfrage aus dem Jahr 1995[1])
  - Jahrgang 45 (Regie: Jürgen Böttcher; in der DDR verboten, Uraufführung erst 1990; Berlinale 1990: FIPRESCI-Preis – lobende Erwähnung, Interfilm Award – lobende Erwähnung; Teil der DEFA-Retrospektive im Museum of Modern Art, New York 2005[4])
  - Der junge Törless (D-F) (Regie: Volker Schlöndorff; Prädikat: Besonders Wertvoll; Deutscher Filmpreis 1966: drei Filmbänder in Gold als bester abendfüllender Spielfilm, für die beste Regie und für das beste Drehbuch; Internationale Filmfestspiele von Cannes 1966: FIPRESCI-Preis, Nominierung für die Goldene Palme; San Francisco International Film Festival 1966: Golden Gate Trophy; Platz 38 unter den wichtigsten deutschen Filmen laut Expertenumfrage aus dem Jahr 1995[1])
  - Schonzeit für Füchse (Regie: Peter Schamoni; Berlinale 1966: Silberner Bär (Sonderpreis der Jury); Deutscher Filmpreis 1966: zwei Filmbänder in Gold für Edda Seippel für die beste weibliche Nebenroll und für die beste Filmmusik)
  - Die Söhne der großen Bärin (Regie: Josef Mach; 9,4 Mio. Besucher)
  - Spur der Steine (Regie: Frank Beyer; für 23 Jahre verboten, Berlinale 1990: Sonderaufführung, FIPRESCI-Preis, lobende Erwähnung; Platz 23 unter den wichtigsten deutschen Filmen laut Expertenumfrage aus dem Jahr 1995[1])
- 1965
  - Die Abenteuer des Werner Holt (Regie: Joachim Kunert; Internationales Filmfestival Moskau 1965: Nominierung für den Großen Preis; einer der bekanntesten Antikriegsfilme der DDR)
  - Berlin um die Ecke (Regie: Gerhard Klein; in der DDR verboten, Uraufführung erst 1990; Berlinale 1990: FIPRESCI-Preis – lobende Erwähnung, Interfilm Award – lobende Erwähnung; laut Lexikon des internationalen Films ein „[r]ealitätsnaher Spielfilm, der engagiert nach dem Sinn und den Werten eines erfüllten Daseins fragt und das Recht des einzelnen auf Individualität und die Verwirklichung seiner selbst einklagt“)
  - Denk bloß nicht, ich heule (Regie: Frank Vogel; in der DDR verboten, Uraufführung erst 1990; Berlinale 1990: FIPRESCI-Preis – lobende Erwähnung, Interfilm Award – lobende Erwähnung; laut Lexikon des internationalen Films „[e]in formal außergewöhnlich dichter, hervorragend gespielter Film“, dessen „Argumente zur Überwindung eines menschlichen Niemandslandes […] ungebrochen aktuell und fernab ideologischer Färbung“ sind)
  - Es (Regie: Ulrich Schamoni; Deutscher Filmpreis 1966: vier Filmbänder in Gold für die beste Regie und die beste Kamera sowie für Sabine Sinjen für die beste weibliche Hauptrolle und für Bruno Dietrich für die beste männliche Nebenrolle, Filmband in Silber als bester Spielfilm; Internationale Filmfestspiele von Cannes 1966: Nominierung für die Goldene Palme; Internationales Filmfestival von Locarno 1966: Besondere Erwähnung; gilt als erster erfolgreicher Kinofilm des „Jungen Deutschen Films“)
  - Der Frühling braucht Zeit (Regie: Günter Stahnke; in der DDR kurz nach der Uraufführung verboten; Berlinale 1990: FIPRESCI-Preis – lobende Erwähnung, Interfilm Award – lobende Erwähnung; laut Lexikon des internationalen Films „[e]ine kritische Auseinandersetzung mit Problemen der Planwirtschaft und der Allmacht der Staatspartei“, „[t]hematisch sehr interessant, mit Kameraeinstellungen, die die Entfremdung des Individuums betonen“)
  - Das Haus in der Karpfengasse (Regie: Kurt Hoffmann; Deutscher Filmpreis 1965: fünf Filmbänder in Gold als bester Spielfilm, für die beste Regie, das beste Drehbuch, die beste Filmmusik und für Jana Brejchová für die beste weibliche Hauptrolle; Prädikat: Besonders Wertvoll)
  - Das Kaninchen bin ich (Regie: Kurt Maetzig; in der DDR seit 1965 verboten, Uraufführung erst 1989; Berlinale 1990: FIPRESCI-Preis – lobende Erwähnung, Interfilm Award – lobende Erwähnung; Teil der DEFA-Retrospektive im Museum of Modern Art, New York 2005[4]; Platz 82 unter den wichtigsten deutschen Filmen laut Expertenumfrage aus dem Jahr 1995[1])
  - Nicht versöhnt oder Es hilft nur Gewalt, wo Gewalt herrscht (Regie: Danièle Huillet und Jean-Marie Straub; laut Lexikon des internationalen Films „[e]ines der interessantesten Werke des ‚Jungen deutschen Films‘“; Platz 61 unter den wichtigsten deutschen Filmen laut Expertenumfrage aus dem Jahr 1995[1])
  - Der Ölprinz (D-YU) (Regie: Harald Philipp, Alfred Vohrer; Goldene Leinwand 1966)[8]
  - Wälsungenblut (Regie: Rolf Thiele; Bambi 1965 für Michael Maien als besten Nachwuchsschauspieler; Berlinale 1965: Nominierung für den Goldenen Bären; Deutscher Filmpreis 1965: drei Filmbänder in Gold für Gerd Baltus als besten Nachwuchsschauspieler, für Rudolf Forster für die beste männliche Nebenrolle und für das beste Szenenbild)
  - Wenn du groß bist, lieber Adam (Regie: Egon Günther; in der DDR noch vor der Fertigstellung verboten, Uraufführung erst 1990; Berlinale 1990: FIPRESCI-Preis – lobende Erwähnung, Interfilm Award – lobende Erwähnung; laut Lexikon des internationalen Films ein „ebenso dreister wie lustiger Film gegen die kleinbürgerliche Verlogenheit von Funktionären und Parteibonzen, inszenatorisch verspielt, gutartig provozierend, brillant im Dialog“)
  - Winnetou 3. Teil (D-YU) (Regie: Harald Reinl; Goldene Leinwand 1966)[9]
- 1964
  - Der geteilte Himmel (Regie: Konrad Wolf; laut Lexikon des internationalen Films ein „inhaltlich und stilistisch außergewöhnlicher DEFA-Film“, der eine „in ihrer Art einmalige Spiegelung des Lebensgefühls und des neuen Selbstbewußtseins der Ulbricht-Ära“ zeigt; Platz 59 unter den wichtigsten deutschen Filmen laut Expertenumfrage aus dem Jahr 1995[1])
  - Herrenpartie (D-YU) (Regie: Wolfgang Staudte; Berlinale 1964: Nominierung für den Goldenen Bären; Deutscher Filmpreis 1964: zwei Filmbänder in Gold für Mira Stupica für die beste weibliche Haupt- und für Nevenka Benković für die beste weibliche Nebenrolle; Internationale Filmfestspiele von Cannes 1964: Einladung, aber die Entsendung wurde von der Bundesregierung abgelehnt)
  - Kennwort: Reiher (Regie: Rudolf Jugert; Deutscher Filmpreis 1964: vier Filmbänder in Gold als bester abendfüllender Spielfilm sowie für Fritz Wepper als besten Nachwuchsschauspieler, die beste Kameraführung und die beste Filmarchitektur; Prädikat: Wertvoll)
  - Old Shatterhand (D-IT-F) (Regie: Hugo Fregonese; Goldene Leinwand 1965)[10]
  - Polizeirevier Davidswache (Drehbuch: Wolfgang Menge; Regie: Jürgen Roland; Deutscher Filmpreis 1964: ein Filmband in Gold für Wolfgang Kieling für die beste männliche Hauptrolle, ein Filmband in Silber als bester abendfüllender Spielfilm; Goldene Leinwand 1965; laut Lexikon des internationalen Films „ein […] Film, der vergleichbare Produktionen überragt“)
  - Der Schut (D-IT-F) (Regie: Robert Siodmak; Goldene Leinwand 1965)[11]
  - Unter Geiern (D-YU-F-IT) (Regie: Alfred Vohrer; Goldene Leinwand 1965)[12]
  - Winnetou 2. Teil (D-YU-IT-F) (Regie: Harald Reinl; Goldene Leinwand 1965)[13]
- 1963
  - Die endlose Nacht (Regie: Will Tremper; Deutscher Filmpreis 1963: drei Filmbänder in Gold für Harald Leipnitz für die beste darstellerische Leistung, für die beste Kamera und die beste Filmmusik; Filmband in Silber als bester abendfüllender Spielfilm; Preis der deutschen Filmkritik 1963 als Bester Spielfilm; Ernst-Lubitsch-Preis 1964 für Walter Buschhoff)
  - Das Feuerschiff (Regie: Ladislao Vajda; Deutscher Filmpreis 1963: Filmband in Gold für Michael Hinz für die beste männliche Nebenrolle, Filmband in Silber als bester Spielfilm)
  - Karbid und Sauerampfer (Regie: Frank Beyer; Teil der DEFA-Retrospektive im Museum of Modern Art, New York 2005[4]; Beurteilung als „eine der besten deutschen Filmkomödien“ durch das Lexikon des internationalen Films)
  - Nackt unter Wölfen (Regie: Frank Beyer; Nationalpreis der DDR 1963: Auszeichnung 1. Klasse; Internationales Filmfestival Moskau 1963: Sonder-Silberpreis für die beste Regie, Nominierung für den Großen Preis; Heinrich-Greif-Preis 1964; Cineparade Melbourne 1965: Ehrendiplom; Prädikat: Besonders Wertvoll)
  - Winnetou 1. Teil (D-YU-F) (Regie: Harald Reinl; Goldene Leinwand 1964; Bambi 1965 als geschäftlich erfolgreichster Film 1964; geschätzte 18 Mio. Kinobesucher)
- 1962
  - Alvorada – Aufbruch in Brasilien (D-BR) (Regie: Hugo Niebeling; Prädikat: Besonders Wertvoll; Deutscher Filmpreis 1963: zwei Filmbänder in Gold für die beste Regie und als bester abendfüllender Kultur- und Dokumentarfilm; Oscar 1963: Nominierung als bester Dokumentarfilm; Internationale Filmfestspiele von Cannes 1963: Nominierung für die Goldene Palme; laut Lexikon des internationalen Films „ein […] vorwiegend auf fotografischen Reiz bedachte[r] Dokumentarfilm“, „der hervorragenden Bildgestaltung wegen dennoch sehenswert“)
  - Das Gasthaus an der Themse (Regie: Alfred Vohrer; mit 3,6 Mio. Kinobesuchern in der Bundesrepublik Deutschland der erfolgreichste Film der Edgar-Wallace-Serie von 1959 bis 1972)
  - Die Rote (D-I) (Drehbuch: Alfred Andersch und Helmut Käutner; Regie: Helmut Käutner; Berlinale 1962: Nominierung für den Goldenen Bären; Bambi 1962 für Ruth Leuwerik als beste deutsche Schauspielerin)
  - Rotkäppchen (Regie: Götz Friedrich; fast 5,77 Mio. Kinobesucher in der DDR)
  - Der Schatz im Silbersee (D-YU) (Regie: Harald Reinl; erster Film der Karl-May-Filmserie der 1960er Jahre; Goldene Leinwand 1964 als erster Film überhaupt, der diese Auszeichnung verliehen bekam; Bambi 1964 als geschäftlich erfolgreichster Spielfilm 1963; Prädikat: Wertvoll; geschätzte 17 Mio. Kinobesucher)
  - Das schwarz-weiß-rote Himmelbett (Regie: Rolf Thiele; Deutscher Filmpreis 1963: zwei Filmbänder in Gold; Ernst-Lubitsch-Preis 1963; Bambi 1963: Bester künstlerisch wertvoller Film 1962; Prädikat: Wertvoll)
  - Seelenwanderung (Regie: Rainer Erler; Ernst-Lubitsch-Preis 1964; Internationale Funkausstellung Berlin 1964: Dibelius-Preis; Prix Italia, Verona 1964; Festival de Télévision de Monte-Carlo 1964: Goldene Nymphe; Prädikat: Besonders Wertvoll)
  - Das zweite Gleis (Regie: Hans-Joachim Kunert; Teil der DEFA-Retrospektive im Museum of Modern Art, New York 2005[4]; laut Lexikon des internationalen Films ein „[p]sychologisch vertiefter Film, dessen glaubwürdiger Konflikt intensiv geschildert wird und der keine billigen Scheinlösungen anbietet“ sowie sich „[a]uch formal […] zu großer Meisterschaft auf[schwingt]“; für das Filmmuseum Potsdam ist „[d]er Film […] in jeder Hinsicht eine Herausforderung und einer der besten, die bei der DEFA produziert wurden“)
- 1961
  - Das Brot der frühen Jahre (Regie: Herbert Vesely; Deutscher Filmpreis 1962: fünf Filmbänder in Gold als zweiter Preis für einen abendfüllen Spielfilm [erster Preis in diesem Jahr nicht vergeben], für den besten Nachwuchsregisseur, für Vera Tschechowa als beste Hauptdarstellerin, für die beste Kameraführung und die beste Filmmusik; Filmfestspiele von Cannes 1962: Nominierung für die Goldene Palme)
  - Der Fall Gleiwitz (Regie: Gerhard Klein; Teil der DEFA-Retrospektive im Museum of Modern Art, New York 2005[4]; laut Lexikon des internationalen Films „[überzeugt d]er beeindruckende Film, ein Gleichnis auf mechanische Befehlsvollstreckung in einer totalitären Diktatur, […] durch seine kühlen, geometrischen Bilder und eine Regie, die von allen Nebensächlichkeiten abstrahiert“)
  - Flucht nach Berlin (Regie: Will Tremper; Deutscher Filmpreis 1961: zwei Filmbänder in Gold für Christian Doermer als besten Nachwuchsschauspieler und für die beste Filmmusik; laut Lexikon des internationalen Films wird in dem Film „[d]as im Kino selten behandelte Thema ‚Zonenflucht‘ […] bildwirksam und aufregend dargestellt an Situationen und Einzelschicksalen“, „[e]in interessantes Zeitdokument“)
  - Die Kinder von Golzow (1961–2007) (Regie: Barbara Junge und Winfried Junge; mehrere Preise für die einzelnen Teile; längste Dokumentation der Filmgeschichte; laut Lexikon des internationalen Films „eine sozial und soziologisch höchst aufschlussreiche Chronik von fast 50 Jahren Zeitgeschichte der DDR und des vereinigten Deutschlands“; der Teil Lebensläufe – Die Geschichte der Kinder von Golzow in einzelnen Porträts (1981) erreichte Platz 97 unter den wichtigsten deutschen Filmen laut Expertenumfrage aus dem Jahr 1995[1])
  - Das Kleid (Regie: Konrad Petzold; einziger Märchenfilm, der in der DDR verboten wurde; Uraufführung erst 1991; laut Lexikon des internationalen Films ein „[s]atirischer Märchenfilm […], der voller politischer Anspielungen steckt“)
  - Professor Mamlock (Regie: Konrad Wolf; Internationales Filmfestival Moskau 1961: Goldener Preis, Nominierung für den Großen Preis; International Film Festival of India 1961: Silberne Lotosblume; 940.000 Kinobesucher in der DDR)
  - Schneewittchen (Regie: Gottfried Kolditz; ca. 7,6 Mio. Kinobesucher in der DDR)
  - Das Wunder des Malachias (Regie: Bernhard Wicki; Berlinale 1961: Silberner Bär für die beste Regie, nominiert für den Goldenen Bären; Preis der deutschen Filmkritik 1961 für den besten Darsteller; Bambi 1961 für den künstlerisch wertvollsten deutschen Film; Deutscher Filmpreis 1962: zwei Filmbänder in Gold für Richard Münch als besten Hauptdarsteller und für die Filmarchitektur, ein Filmband in Silber als 3. Preis für den besten abendfüllenden Spielfilm; Semana Internacional de Cine de Valladolid 1963: Preis für Bernhard Wicki)
  - Zwei unter Millionen (Regie: Victor Vicas und Wieland Liebske; Bambi 1961 für Loni von Friedl als beste Nachwuchsschauspielerin; Deutscher Filmpreis 1962: drei Filmbänder in Gold für das beste Drehbuch, für Loni von Friedl als beste Nachwuchsschauspielerin und für Walter Giller für die beste männliche Nebenrolle, ein Filmband in Silber als 3. Preis für den besten abendfüllenden Spielfilm)
- 1960
  - Der brave Soldat Schwejk (Regie: Axel von Ambesser; Prädikat: Wertvoll; Preis der deutschen Filmkritik 1960 für Heinz Rühmann für die beste darstellerische Leistung; Festival dell’umorismo di Bordighera 1961: Goldene Olive für Heinz Rühmann als besten Schauspieler; Spielfilmprämie des Bundesministerium des Innern 1961; Golden Globes 1962: Silver Globe, Nominierung für den Golden Globe als bester fremdsprachiger Film)
  - Faust (Regie: Peter Gorski; Deutscher Filmpreis 1961: drei Filmbänder in Gold für die beste Regie, für Gustaf Gründgens für die beste künstlerische Oberleitung und als bester abendfüllender Dokumentarfilm; Oscar 1961: Einreichung als bester fremdsprachiger Film; laut Lexikon des internationalen Films „[will die Aufzeichnung der] berühmte[n] ‚Faust I‘-Inszenierung im Deutschen Schauspielhaus Hamburg unter der Oberleitung von Gustaf Gründgens […] keine eigenständige Verfilmung sein, sondert fesselt überwiegend als Bühnenwiedergabe“)
  - Das Glas Wasser (Regie: Helmut Käutner; Prädikat: Besonders Wertvoll; Berlinale 1960: Nominierung für den Goldenen Bären; Deutscher Filmpreis 1961: drei Filmbänder in Gold für Hilde Krahl als beste Hauptdarstellerin, für die beste Kamera und für die beste Filmarchitektur; Preis der deutschen Filmkritik 1961 [für 1960/61] für die beste darstellerische Leistung und die beste Farbkamera; laut Lexikon des internationalen Films „bereitet der heiter-stilisierte Film [a]ls ironisch geformte Theateraufführung mit glänzender Spiel- und eleganter Regiekunst […] ein ungetrübtes Vergnügen“)
  - Kirmes (Drehbuch und Regie: Wolfgang Staudte; Berlinale 1960: Silberner Bär für Juliette Mayniel als beste Hauptdarstellerin, Nominierung für den Goldenen Bären)
  - Der letzte Zeuge (Regie: Wolfgang Staudte; Deutscher Filmpreis 1961: zwei Filmbänder in Gold für Blandine Ebinger für die beste weibliche und Hanns Lothar für die beste männliche Nebenrolle; Internationale Filmfestspiele von Cannes 1961: Nominierung für die Goldene Palme)
  - Die schöne Lurette (Regie: Gottfried Kolditz; fast 3,27 Mio. Kinobesucher in der DDR)
  - Das schwarze Schaf (Regie: Helmuth Ashley; Deutscher Filmpreis 1961: Filmband in Gold für Heinz Rühmann für die beste männliche Hauptrolle; laut Lexikon des internationalen Films [„spielt] Heinz Rühmann […] den Pater Brown in Höchstform“, „[e]in weitgehend ungetrübtes Vergnügen“)
  - Der schweigende Stern (Regie: Kurt Maetzig; über 4,37 Mio. Kinobesucher in der DDR; einer der ersten Science-Fiction-Filme der DDR; laut Lexikon des internationalen Films „[e]in ehrgeiziges Projekt der frühen DEFA“)
  - Das Spukschloß im Spessart (Regie: Kurt Hoffmann; Preise der deutschen Filmkritik 1961 für die beste Regie, die beste Kamera und den besten Nebendarsteller; Internationales Filmfestival Moskau 1961: Silberner Preis, Nominierung für den Großen Preis; Bambi für den geschäftlich erfolgreichsten Film 1961; Filmový festival pracujících, Prag 1962: Preise der nationalen Jury für Regie und Drehbuch)
  - Das Zaubermännchen (Regie: Christoph Engel und Erwin Anders; über 4,45 Mio. Kinobesucher in der DDR)

## 1946–1959
- 1959
  - Die Brücke (Regie: Bernhard Wicki; Deutscher Filmpreis 1960: Goldene Schale, vier Filmbänder in Gold für die beste Regie, für die beste Filmmusik, für Cordula Trantow als beste Nachwuchsschauspielerin und für Edith Schultze-Westrum für die beste weibliche Nebenrolle; Oscar 1960: Nominierung als bester fremdsprachiger Film; Golden Globes 1960: Golden Globe als bester fremdsprachiger Film; Preis der deutschen Filmkritik 1960: Bester Spielfilm; Festival Internacional de Cine de Mar del Plata 1960: Goldener Astor für den besten Film und FIPRESCI-Preis; Semana Internacional de Cine de Valladolid 1960: Silberne Ähre; Círculo de Escritores Cinematográficos: Preise für den besten fremdsprachigen Regisseur und den besten fremdsprachigen Film 1961; National Board of Review: Preis für den besten fremdsprachigen Film 1961; Deutscher Filmpreis 1989: Spezialpreis 40 Jahre Bundesrepublik Deutschland; Bundeszentrale für politische Bildung: Eintrag im Filmkanon [2005]; Platz 13 unter den wichtigsten deutschen Filmen laut Expertenumfrage aus dem Jahr 1995[1])
  - Das Feuerzeug (Regie: Siegfried Hartmann; fast 5,43 Mio. Kinobesucher in der DDR; laut Lexikon des internationalen Films ein „[a]uch tricktechnisch gut gemachter Märchenfilm nach Andersen, in Inhalt und Darstellung für Kinder sehenswert“)
  - Der Frosch mit der Maske (D-DK) (Regie: Harald Reinl; 3,2 Mio. Kinobesucher in der Bundesrepublik Deutschland; erster Film der Edgar-Wallace-Serie von 1959 bis 1972)
  - Hunde, wollt ihr ewig leben (Regie: Frank Wisbar; Deutscher Filmpreis 1959: ein Filmband in Gold als bester abendfüllender Spielfilm, zwei Filmbänder in Silber für die beste Regie und die beste Filmarchitektur)
  - Rosen für den Staatsanwalt (Regie: Wolfgang Staudte; Deutscher Filmpreis 1960: drei Filmbänder in Silber als überdurchschnittlicher abendfüllender Spielfilm, für den besten Hauptdarsteller und den besten Drehbuchautor; Platz 46 unter den wichtigsten deutschen Filmen laut Expertenumfrage aus dem Jahr 1995[1])
  - Serengeti darf nicht sterben (Regie: Bernhard Grzimek; Deutscher Filmpreis 1960: Filmband in Silber als bester Kultur- oder Dokumentarfilm; Oscar 1960: „Bester Dokumentarfilm“)
  - Sterne (DDR-BG) (Drehbuch: Angel Wagenstein; Regie: Konrad Wolf; Nationalpreis der DDR II. Klasse; Internationale Filmfestspiele von Cannes 1959: Großer Preis der Jury, Nominierung für die Goldene Palme; erster deutscher Spielfilm, der sich mit der deutschen Verantwortung für die Shoa auseinandersetzt; Platz 73 unter den wichtigsten deutschen Filmen laut Expertenumfrage aus dem Jahr 1995[1])
- 1958
  - Es geschah am hellichten Tag (D-CH-E) (Regie: Ladislao Vajda; Berlinale 1958: Teilnahme; Zürcher Filmpreis 1958; Premios Sant Jordi de Cine 1959: vier Preise als bester spanischer Film, für Ladislao Vajda als besten spanischen Regisseur sowie für die beste Kamera und das beste Drehbuch in einem spanischen Film)
  - Helden (Regie: Franz Peter Wirth; Bambi 1958 für O. W. Fischer als besten Schauspieler [national]; Deutscher Filmpreis 1959: Goldene Schale, Filmband in Gold für O. W. Fischer für die beste männliche Hauptrolle; Oscar 1959: Nominierung als bester fremdsprachiger Film; Internationale Filmfestspiele von Cannes 1959: Nominierung für die Goldene Palme; Preis der deutschen Filmkritik 1959: „Bester Spielfilm“)
  - Das Mädchen Rosemarie (Regie: Rolf Thiele; Preis der deutschen Filmkritik 1958: „Bester Spielfilm“; Filmfestspiele von Venedig 1958: Premio Pasinetti, Nominierung für den Goldenen Löwen; Golden Globes 1959: „Bester fremdsprachiger Film“; Festival Internacional de Cine de Mar del Plata 1959: Preis für den besten Regisseur; Bambi 1959 für Nadja Tiller als beste deutsche Schauspielerin; Platz 92 unter den wichtigsten deutschen Filmen laut Expertenumfrage aus dem Jahr 1995[1])
  - Meine Frau macht Musik (Regie: Hans Heinrich; erster Revuefilm der DDR; ca. 6,05 Mio. Kinobesucher in der DDR)
  - Sonnensucher (Regie: Konrad Wolf; auf Druck der Sowjetunion bis 1971 verboten; laut Lexikon des internationalen Films „[e]in interessantes Zeitdokument mit dichter Atmosphäre in der Beschreibung des Bergbau-Milieus“)
  - Warum sind sie gegen uns? (Regie: Bernhard Wicki; Deutscher Filmpreis 1959: zwei Filmbänder in Silber; Edinburgh International Film Festival 1959: Preis; Deutscher Jugendfilmpreis 1959; Internationale Filmfestspiele von Cannes 1962/Jugendfilmfestspiele: Ehrendiplom; Prädikat: Besonders Wertvoll)
  - Das Wirtshaus im Spessart (Regie: Kurt Hoffmann; Prädikat: Wertvoll; Deutscher Filmpreis 1958: Filmband in Silber für die beste weibliche Hauptrolle für Lilo Pulver; Ernst-Lubitsch-Preis 1958; Internationale Filmfestspiele von Cannes 1958: Nominierung für die Goldene Palme; Bambi 1960 für den künstlerisch besten Film des Jahres; Preis der deutschen Filmkritik 1961 als bester Spielfilm)
  - Wir Wunderkinder (Regie: Kurt Hoffmann; Bambi 1958 für Hansjörg Felmy als besten Nachwuchsschauspieler; Deutscher Filmpreis 1959: zwei Filmbänder in Silber als bester Spielfilm und für Robert Graf als besten Nachwuchsschauspieler; Golden Globes 1960: „Bester fremdsprachiger Film“; Platz 42 unter den wichtigsten deutschen Filmen laut Expertenumfrage aus dem Jahr 1995[1])
- 1957
  - Bekenntnisse des Hochstaplers Felix Krull (Regie: Kurt Hoffmann; Prädikat: Wertvoll; Deutscher Filmpreis 1957: Filmband in Gold als „nächstbester abendfüllender Spielfilm“; Internationales Filmfestival Karlovy Vary 1957: Kristallglobus für Kurt Hoffmann und besondere Erwähnung von Horst Buchholz; Ernst-Lubitsch-Preis 1957; Bambi 1957 für Horst Buchholz als besten deutschen Schauspieler; Golden Globes 1958: „Bester fremdsprachiger Film“; Festival dell’umorismo di Bordighera 1959: Goldene Olive)
  - Berlin – Ecke Schönhauser… (Regie: Gerhard Klein; Teil der DEFA-Retrospektive im Museum of Modern Art, New York 2005[4]; Platz 79 unter den wichtigsten deutschen Filmen laut Expertenumfrage aus dem Jahr 1995[1])
  - Die Hexen von Salem (D-F) (Regie: Raymond Rouleau; Internationales Filmfestival Karlovy Vary 1957: Preise für Simone Signoret und Mylène Demongeot als beste Hauptdarstellerinnen und für Yves Montand als besten Hauptdarsteller, Nominierung für den Kristallglobus; British Academy Film Award 1958 für Simone Signoret als beste ausländische Darstellerin)
  - Jonas (Regie: Ottomar Domnick; Deutscher Filmpreis 1957: Filmband in Silber für die beste Kamera und die beste Filmmusik; Berlinale 1957: Nominierung für den Goldenen Bären; Bambi 1958 als bester künstlerisch wertvoller Spielfilm [deutsch])
  - Nachts, wenn der Teufel kam (Regie: Robert Siodmak; Oscar 1958: Nominierung „Bester fremdsprachiger Film“; Deutscher Filmpreis 1958: Goldene Schale, acht Filmbänder in Gold, ein Filmband in Silber; Internationales Filmfestival Karlovy Vary 1958: Preis für die beste Regie; Bambi 1958 als künstlerisch wertvollster deutscher Film; Preis der deutschen Filmkritik 1958 für Mario Adorf als besten Hauptdarsteller; Preis des Senats von Berlin an Robert Siodmak; Platz 89 unter den wichtigsten deutschen Filmen laut Expertenumfrage aus dem Jahr 1995[1])
  - Das singende, klingende Bäumchen (Regie: Francesco Stefani; über 5,9 Mio. Kinobesucher in der DDR; Prädikat: Wertvoll; Kalkutta Film Festival 1973: Bronzemedaille)
- 1956
  - Die Halbstarken (Regie: Georg Tressler; Deutscher Filmpreis 1957: Filmband in Silber für die beste Nachwuchsregie; laut Lexikon des internationalen Films „überragt der Film die zeitgenössische Massenproduktion“; Platz 48 unter den wichtigsten deutschen Filmen laut Expertenumfrage aus dem Jahr 1995[1])
  - Der Hauptmann von Köpenick (Regie: Helmut Käutner; Internationale Filmfestspiele von Venedig 1956: erster deutscher Eröffnungsfilm eines Internationalen Filmfestivals nach dem Zweiten Weltkrieg; Preis der deutschen Filmkritik 1956 als bester Spielfilm; Oscar 1957: Nominierung „Bester fremdsprachiger Film“; Berliner Kritikerpreis für Heinz Rühmann; Deutscher Filmpreis 1957: Goldene Schale, vier Filmbänder in Gold, ein Filmband in Silber; Bambi 1957 als künstlerisch wertvollster deutscher Film; Edinburgh International Film Festival 1957: Teilnahme; San Francisco International Film Festival 1957: Golden Gate Award für Heinz Rühmann; Prädikat: Besonders wertvoll)
  - Ein Mädchen aus Flandern (Regie: Helmut Käutner; Deutscher Filmpreis 1956: Filmband in Silber für die Kameraarbeit von Friedl Behn-Grund; Preis der deutschen Filmkritik 1957 für die beste Regie und für Fritz Tillmann als besten Nebendarsteller)
  - Schlösser und Katen. 1. Teil – Der krumme Anton (Regie: Kurt Maetzig; über 3 Mio. Kinobesucher in der DDR; beide Teile des Films sind laut Lexikon des internationalen Films „[p]olitisch […] von Interesse, weil er sich ganz dem Aufbau eines sozialistischen Vaterlandes verschrieben hat“, „[z]udem einer der wenigen DEFA-Filme, in denen der Volksaufstand des 17. Juni 1953 thematisiert und durchaus kritisch mit SED-Parteientscheidungen umgegangen wird“)
  - Teufel in Seide (Regie: Rolf Hansen; Deutscher Filmpreis 1956: ein Filmband in Gold, drei Filmbänder in Silber; Prädikat: Wertvoll)
  - Die Trapp-Familie (Regie: Wolfgang Liebeneiner; geschätzte 18 Mio. Besucher)
  - Vor Sonnenuntergang (Regie: Gottfried Reinhardt; Berlinale 1956: Goldener Bär; Golden Globes 1957: „Bester fremdsprachiger Film“)
- 1955
  - Der 20. Juli (Regie: Falk Harnack; Deutscher Filmpreis 1956: drei Filmbänder in Silber für das beste Drehbuch, für Wolfgang Preiss für die beste männliche Hauptrolle und als bester Film, der zur Förderung des demokratischen Gedankens beiträgt)
  - Ciske – ein Kind braucht Liebe (NL-D) (Regie: Wolfgang Staudte; Internationale Filmfestspiele von Venedig 1955: Silberner Löwe und lobende Erwähnung beim Preis der Organisation Catholique Internationale du Cinéma (OCIC), Nominierung für den Goldenen Löwen)
  - Himmel ohne Sterne (Regie: Helmut Käutner; Deutscher Filmpreis 1956: Filmband in Gold sowie drei Filmbänder in Silber; Bambi 1956 für Horst Buchholz als besten deutschen Schauspieler; Prädikat: Besonders Wertvoll)
  - Ich denke oft an Piroschka (Regie: Kurt Hoffmann; Deutscher Filmpreis 1956: Filmband in Silber als bester Spielfilm; Kritikerpreis (Film) des Verbandes der Deutschen Kritiker e. V.; Prädikat: Wertvoll; laut Lexikon des internationalen Films „ein Lustspielklassiker des Nachkriegskinos“; nach Wikipedia „eine der erfolgreichsten deutschen Nachkriegsproduktionen“)
  - Kinder, Mütter und ein General (Regie: László Benedek; Deutscher Filmpreis 1955: Filmband in Silber für Therese Giehse für die beste weibliche Hauptrolle; Golden Globes 1956: „Bester fremdsprachiger Film“)
  - Lola Montez (D-F) (Regie: Max Ophüls; von der zeitgenössischen Kritik verrissen und für nicht preiswürdig befunden, ist „Max Ophüls’ großartiger Cinemascope-Farbfilm“ für das Lexikon des internationalen Films „ein Meisterwerk der Bilddramaturgie“, „[e]in in seiner Maßlosigkeit beeindruckender Film voller Sinnlichkeit“; Platz 25 unter den wichtigsten deutschen Filmen laut Expertenumfrage aus dem Jahr 1995[1])
  - Ludwig II. (Regie: Helmut Käutner; Filmband in Silber für O. W. Fischer als besten männlicher Hauptdarsteller; Internationale Filmfestspiele von Cannes 1955: Teilnahme; Bambi 1956 als geschäftlich erfolgreichster Film 1955; Prädikat: Wertvoll)
  - Der Ochse von Kulm (Regie: Martin Hellberg; über 4,1 Mio. Kinobesucher in der DDR)
  - Die Ratten (Regie: Robert Siodmak; Berlinale 1955: Goldener Bär; Deutscher Filmpreis 1955: Filmband in Silber für die beste Kamera; Bambi 1955 für Maria Schell als beste Schauspielerin)
  - Rauschende Melodien (Drehbuch, Kamera und Regie: Ernst Wilhelm Fiedler; fast 4,97 Mio. Kinobesucher in der DDR)
  - Sommerliebe (Regie: Franz Barrenstein; über 3,7 Mio. Kinobesucher in der DDR)
  - Der Teufel vom Mühlenberg (Regie: Herbert Ballmann; über 4,3 Mio. Kinobesucher in der DDR; laut Lexikon des internationalen Films „[o]ptisch durchaus eindrucksvoll inszeniert und wirkungsvoll gespielt“)
  - Des Teufels General (Regie: Helmut Käutner; Deutscher Filmpreis 1955: Filmband in Silber für Marianne Koch (weibliche Nebenrolle); Prädikat: Wertvoll)
  - Viele kamen vorbei (Regie: Peter Pewas; laut Lexikon des internationalen Films „[formte die Regie a]us dem redseligen, wenig überzeugenden Drehbuch […] mit Einstellungen von bizarrer Schönheit und suggestiver Aussagekraft, hervorragender Kameraarbeit und vorzüglicher Musik einen der formal interessantesten deutschen Nachkriegsfilme“)
- 1954
  - 08/15 (Regie: Paul May)
  - Alarm im Zirkus (Regie: Gerhard Klein; fast 5,52 Mio. Kinobesucher in der DDR; laut Lexikon des internationalen Films „[s]pannende, gut inszenierte Kriminal-Unterhaltung, die den authentischen Hintergrund des gespaltenen Berlin atmosphärisch genau einbringt“)
  - Canaris (Regie: Alfred Weidenmann; Deutscher Filmpreis 1955: Goldene Schale und drei Filmbänder in Gold für die beste Regie, das beste Drehbuch und die beste Nebenrolle; San Sebastián International Film Festival 1956: Preis für O. E. Hasse als besten Schauspieler in einem ausländischen Film)
  - Ernst Thälmann – Sohn seiner Klasse (Regie: Kurt Maetzig; DDR-Klassenkampf-Propagandafilm; Nationalpreis der DDR I. Klasse 1954 für das „Kollektiv des Films“; Internationales Filmfestival Karlovy Vary 1954: Freiheitspreis; Internationales Filmfestival Karlovy Vary 1956: Preis für Günther Simon als besten Schauspieler)
  - Die letzte Brücke (Regie: Helmut Käutner; Prädikat: Wertvoll; Deutscher Filmpreis 1954: Filmband in Silber für die beste Regie; Internationale Filmfestspiele von Cannes 1954: Prix International, Preis der Organisation Catholique Internationale du Cinéma (OCIC), besondere Erwähnung von Maria Schell und Nominierung für den Grand Prix; Bambi 1954 als künstlerisch wertvollster deutscher Film und für Maria Schell als beste deutsche Schauspielerin; Internationale Funkausstellung Berlin 1954: David O. Selznick-Preis; Jussi 1955 für Maria Schell; Polnischer Journalistenverband: 1. Preis der Zeitschrift Film 1957)
- 1953
  - Geheimakten Solvay (Regie: Martin Hellberg; DDR-Propagandafilm; über 3,8 Mio. Kinobesucher in der DDR; laut Lexikon des internationalen Films ein „spannende[r], wenn auch in der Gestaltung des Ost-West-Konflikts holzschnittartige[r] Film“)
  - Die Geschichte vom kleinen Muck (Regie: Wolfgang Staudte; 12,9 Mio. Besucher)
  - Vergiß die Liebe nicht (Regie: Paul Verhoeven; Deutscher Filmpreis 1953: Silberne Schale für das beste Drehbuch; Filmband in Silber als bester Problemfilm; Deutscher Kritikerpreis 1953; laut Lexikon des internationalen Films eine „[h]eiter-besinnliche Ehekomödie, im Milieu etwas zu glatt poliert und bisweilen zu bewußt exemplarisch, jedoch lebendig und einleuchtend dargestellt“)
  - Weg ohne Umkehr (Regie: Victor Vicas, Beate von Molo; Deutscher Filmpreis 1954: Goldene Schale und zwei Filmbänder in Gold für René Deltgen für die beste männliche Hauptrolle und für die beste Filmmusik; Golden Globes 1955: „Bester fremdsprachiger Film“)
- 1952
  - Frauenschicksale (Regie: Slatan Dudow; Internationales Filmfestival Karlovy Vary 1952: Preis für die beste Regie; 5,1 Mio. Kinobesucher in der DDR; laut Lexikon des internationalen Films „[e]in thematisch interessanter und problembewusster Gegenwartsfilm“, „[a]ls Zeitdokument interessant“)
  - Liebe im Finanzamt (Drehbuch: Reinhold Schünzel; Regie: Kurt Hoffmann; laut Lexikon des internationalen Films „[e]ine übermütige Alltagskomödie mit zeitkritischen, persiflierenden Seitenhieben auf Bürokratie, Kleinstadtspießertum und die Amerikanisierung der Jugend nach dem Zweiten Weltkrieg“; einzige Nachkriegszusammenarbeit der beiden Komödien-Spezialisten Schünzel und Hoffmann)
  - Das verurteilte Dorf (Regie: Martin Hellberg; DDR-Propagandafilm; Nationalpreis der DDR 1952 I. Klasse für das „Kollektiv des Films“; Internationaler Friedenspreis des Weltfriedensrats 1952; über 3,7 Mio. Kinobesucher in der DDR; laut Lexikon des internationalen Films „[e]in Film aus dem Kalten Krieg, […] [z]eitgeschichtlich hoch interessant“)
- 1951
  - Das Beil von Wandsbek (Regie: Falk Harnack; erster DEFA-Film mit Aufführungsverbot)
  - Fanfaren der Liebe (Regie: Kurt Hoffmann; laut Lexikon des internationalen Films ein „[t]urbulenter Schwank mit viel Musik, der in der unmittelbaren Nachkriegszeit zum größten deutschen Lustspiel-Erfolg avancierte“)
  - Grün ist die Heide (Regie: Hans Deppe; geschätzte 19 Mio. Besucher)
  - Das Haus in Montevideo (Regie: Curt Goetz; Prädikat: Wertvoll; Bambi 1952 als künstlerisch bester Film 1951; laut Lexikon des internationalen Films „[e]ine mit Intelligenz, Charme und Einfallsreichtum inszenierte Komödie, […] [v]or allem in seinem leichtfüßigen Umgang mit der Sprache ein unterhaltsamer Genuß“)
  - Nachts auf den Straßen (Regie: Rudolf Jugert; Deutscher Filmpreis 1953: Regiepreis in Gold, Filmband in Gold für das beste Drehbuch, Wanderpreis Goldener Leuchter für den besten abendfüllenden Spielfilm)
  - Die Schuld des Dr. Homma (Regie: Paul Verhoeven; Deutscher Filmpreis 1952: Silberne Schale für den besten Drehbuchautor, Kopf mit Flügeln für den besten Problemfilm)
  - Der Untertan (Regie: Wolfgang Staudte; zwei Nationalpreise der DDR 1951; über 4,5 Mio. Kinobesucher in der DDR; Platz 10 unter den wichtigsten deutschen Filmen laut Expertenumfrage aus dem Jahr 1995[1])
  - Der Verlorene (Regie: Peter Lorre; Prädikat: Wertvoll [als erster Film überhaupt]; Bambi 1951 als bester künstlerisch wertvoller Film; Deutscher Filmpreis 1952: lobende Erwähnung von Peter Lorre; Platz 54 unter den wichtigsten deutschen Filmen laut Expertenumfrage aus dem Jahr 1995[1])
- 1950
  - Das doppelte Lottchen (Drehbuch: Erich Kästner; Regie: Josef von Báky; Deutscher Filmpreis 1951: Regiepreis in Gold, Filmband in Gold für den besten Drehbuchautor, Wanderpreis Goldener Leuchter für den besten abendfüllenden Spielfilm)
  - Epilog – Das Geheimnis der Orplid (Regie: Helmut Käutner; Internationale Filmfestspiele von Venedig 1950: Teilnahme)
  - Herbstgedanken (Regie: Peter Pewas; Deutscher Kritikerpreis 1951; Deutscher Filmpreis 1952: Lobende Anerkennung)
  - Der Kahn der fröhlichen Leute (Regie: Hans Heinrich; über 4 Mio. Kinobesucher in der DDR; laut Lexikon des internationalen Films „[g]ute Unterhaltung“)
  - Das kalte Herz (Regie: Paul Verhoeven; Internationales Filmfestival Karlovy Vary 1951: Bester Farbfilm; 9,7 Mio. Besucher)
  - Die lustigen Weiber von Windsor (Regie: Georg Wildhagen; ca. 6,09 Mio. Kinobesucher in der DDR; Bambi 1950 für Sonja Ziemann als beste deutsche Schauspielerin)
  - Der Rat der Götter (Regie: Kurt Maetzig; Nationalpreis der DDR 1950 I. Klasse für das „Kollektiv des Films“; fast 5,35 Mio. Kinobesucher in der DDR)
  - Schwarzwaldmädel (Regie: Hans Deppe; geschätzte 15 Mio. Besucher)
  - Die Sünderin (Regie: Willi Forst; „wurde“ laut Lexikon des internationalen Films „zum größten Skandal des deutschen Films; aber nicht, wie vielfach vermutet wurde, weil der Busen der Knef einmal kurz nackt zu sehen ist, […] Gründe für die Proteste waren der Freitod der jungen Frau und, mehr noch, die durch den Film scheinbar widerstandslos bejahte Euthanasie-Debatte; eines der vielen düsteren Kapitel des Dritten Reiches“)
- 1949
  - Der Biberpelz (Regie: Erich Engel; „[d]ie literarisch exakte DEFA-Verfilmung der Satire auf das wilhelminische Deutschland betont“ laut Lexikon des internationalen Films „mit Nachdruck das sozialkritische Element“, „Regie und Darstellung stehen auf überdurchschnittlichem Niveau“)
  - Die blauen Schwerter (Regie: Wolfgang Schleif; fast 3,3 Mio. Kinobesucher in der DDR)
  - Die Buntkarierten (Regie: Kurt Maetzig; vier Nationalpreise der DDR II. Klasse; fast 4,18 Mio. Kinobesucher in der Sowjetischen Besatzungszone bzw. DDR)
  - Figaros Hochzeit (Regie: Georg Wildhagen; fast 5,48 Mio. Kinobesucher in der DDR; laut Lexikon des internationalen Films „einer der ersten – verdienstvollen – Versuche der DEFA, die Oper einem breiteren Publikum nahe zu bringen“)
  - Liebe 47 (Regie: Wolfgang Liebeneiner; Internationales Filmfestival von Locarno 1949: Leopard für Hilde Krahl als beste Schauspielerin; laut Lexikon des internationalen Films „[e]in bewegendes Drama“ und „einer der ernsthaftesten deutschen ‚Nachkriegs‘-Filme“)
  - Rotation (Regie: Wolfgang Staudte; Filmfestival von Locarno 1954: Goldener Leopard; Platz 41 unter den wichtigsten deutschen Filmen laut Expertenumfrage aus dem Jahr 1995[1])
  - Der Ruf (Drehbuch: Fritz Kortner; Regie: Josef von Báky; Filmfestspiele von Cannes 1949: Teilnahme; laut filmportal.de „neben Peter Lorres ‚Der Verlorene‘ das wohl bedeutendste, psychologisch stimmigste Filmdokument deutscher Remigration“)
  - Wohin die Züge fahren (Regie: Boleslaw Barlog; laut Lexikon des internationalen Films der „erste […] nach 1945 in der französischen Besatzungszone produzierte […] Spielfilm“, „in kammerspielhaftem Ton ansehnlich inszeniert, gut ausgeleuchtet und dargestellt“)
- 1948
  - 1-2-3 Corona (Regie: Hans Müller; über 8 Mio. Kinobesucher in der Sowjetischen Besatzungszone bzw. DDR; laut Lexikon des internationalen Films ein „[l]ebensnaher, mit anspruchslosen Mitteln sympathisch gestalteter Zirkusfilm“)
  - Affaire Blum (Drehbuch: Robert Adolf Stemmle; Regie: Erich Engel; über 4,33 Mio. Kinobesucher in der Sowjetischen Besatzungszone bzw. DDR; laut Lexikon des internationalen Films „[f]einfühlig inszeniert und von vorzüglichen Schauspielern getragen“)
  - Berliner Ballade (Regie: Robert Adolf Stemmle; Internationale Filmfestspiele von Venedig 1949: Nominierung für den Goldenen Löwen, Sonderpreis für die „geistvolle Darstellung der deutschen Nachkriegsverhältnisse“; British Film Academy Award 1950: Nominierung als bester Film; Platz 98 unter den wichtigsten deutschen Filmen laut Expertenumfrage aus dem Jahr 1995[1])
  - Deutschland im Jahre Null (D-I) (Drehbuch und Regie: Roberto Rossellini; Internationales Filmfestival von Locarno 1948: Großer Preis für den besten Film und Preis für das beste Originaldrehbuch; Aufnahme in den Filmkanon der Bundeszentrale für politische Bildung; Platz 76 unter den wichtigsten deutschen Filmen laut Expertenumfrage aus dem Jahr 1995[1])
  - Film ohne Titel (Drehbuch: Helmut Käutner, Regie: Rudolf Jugert; Filmfestival von Locarno 1948: Beste Schauspielerin Hildegard Knef, Bambi 1949: Bester Schauspieler Hans Söhnker)
  - Lang iz der Veg/Lang ist der Weg (Regie: Herbert B. Fredersdorf und Marek Goldstein; erster deutscher Film, in dem es um Opfer und Überlebende der Shoa aus ihrer eigenen Perspektive geht; erster und bislang einziger in Deutschland in Jiddisch produzierter Film)
  - Morituri (Regie: Eugen York; Internationale Filmfestspiele von Venedig 1948: Teilnahme; laut Reclams Lexikon des deutschen Films [1995] wurde der Film „[d]urch die eindringliche künstlerische Gestaltung […] zu einem Höhepunkt der deutschen Filmproduktion nach 1945“; für das Lexikon des internationalen Films „ist der gut gespielte und glänzend fotografierte Film […] eine herausragende deutsche Produktion der ersten Nachkriegsjahre“; gilt neben Lang ist der Weg als erster deutscher Film, der sich mit dem Holocaust auseinandersetzt)
  - Straßenbekanntschaft (Regie: Peter Pewas; ca. 6,47 Mio. Kinobesucher in der Sowjetischen Besatzungszone bzw. DDR; „gilt“, so filmportal.de, „heute als einer der einflußreichsten Trümmerfilme“)
- 1947
  - Ehe im Schatten (Regie: Kurt Maetzig; Nationalpreis der DDR II. Klasse für Regie und Kamera; Bambi 1949 als bester künstlerischer deutscher Film des Jahres 1948; 12,8 Mio. Besucher; Platz 67 unter den wichtigsten deutschen Filmen laut Expertenumfrage aus dem Jahr 1995[1])
  - In jenen Tagen (Regie: Helmut Käutner; erster Film, der nach 1945 in der britischen Besatzungszone gedreht wurde; Prädikat [1960]: Besonders Wertvoll; Beurteilung als „thematisch wie [film-]historisch wichtiger Film“ durch das Lexikon des internationalen Films; Platz 56 unter den wichtigsten deutschen Filmen laut Expertenumfrage aus dem Jahr 1995[1])
  - Razzia (Regie: Werner Klingler; 8 Mio. Kinobesucher in der Sowjetischen Besatzungszone bzw. DDR; laut Lexikon des internationalen Films der „erste […] Kriminalfilm der DEFA“, „spannend und historisch aufschlußreich“)
  - … und über uns der Himmel (Regie: Josef von Báky; gemäß filmportal.de der erste Film, der nach dem Zweiten Weltkrieg in der amerikanischen Besatzungszone gedreht wurde; laut Lexikon des internationalen Films „wirkt der Film streckenweise wirklichkeitsfern, zeigt aber zugleich eindrucksvoll die verheerende Zerstörung Berlins und ist auch in der Beschreibung der Atmosphäre weitgehend treffend“)
  - Zwischen gestern und morgen (Regie: Harald Braun; gemäß Lexikon des internationalen Films der erste Film, der nach dem Zweiten Weltkrieg in der amerikanischen Besatzungszone produziert wurde, ein „konventionelle[s], aber gut gespielte[s] Drama“)
- 1946
  - Freies Land (Regie: Milo Harbich; laut Lexikon des internationalen Films der „zweite von der DEFA produzierte Film, in seiner nüchternen Art vom italienischen Neorealismus beeinflußt“; erster deutscher Spielfilm, der Flucht und Vertreibung der Deutschen aus dem östlichen Europa thematisiert)
  - Irgendwo in Berlin (Drehbuch und Regie: Gerhard Lamprecht; ca. 4,18 Mio. Kinobesucher in der Sowjetischen Besatzungszone bzw. DDR; laut Lexikon des internationalen Films „[e]iner der ersten deutschen Trümmerfilme, […] [a]ls zeitgeschichtliches Dokument sehenswert“)
  - Die Mörder sind unter uns (Regie: Wolfgang Staudte; 6,5 Mio. Besucher; laut Lexikon des internationalen Films „[d]er erste deutsche Nachkriegsfilm überhaupt (Drehbeginn: Mai 1946) und zugleich die erste Produktion der DEFA“, darüber hinaus „einer der wenigen deutschen ‚Trümmerfilme‘, der eine ernsthafte Auseinandersetzung mit Schuld und Gewissen sucht“; Platz 6 unter den wichtigsten deutschen Filmen laut Expertenumfrage aus dem Jahr 1995[1])

## 1933–1945
- 1945
  - Kolberg (Regie: Veit Harlan; Durchhalte-Propagandafilm; als Film der Nation einer der fünf am höchsten prädikatisierten Filme während der NS-Diktatur; Vorbehaltsfilm; laut Lexikon des internationalen Films „der letzte fertiggestellte Spielfilm aus der nationalsozialistischen Propaganda-Fabrik, ein monumentales Dokument der Geschichtsverfälschung, Anmaßung und fatalen Vereinnahmung, zudem inszenatorisch eher schwach“)
- 1944
  - Die Feuerzangenbowle (Regie: Helmut Weiss; laut Lexikon des internationalen Films eine „[i]mmer noch vergnügliche Verfilmung von Heinrich Spoerls humoristischem Roman“)
  - Große Freiheit Nr. 7 (Regie: Helmut Käutner; in dem Film „verbindet sich“ laut Lexikon des internationalen Films „[d]eftiges Seemannsgarn […] mit nüchternem Realismus und heftigen Gefühlen, authentischer Atmosphäre und einem Hauch von Resignation“; Platz 40 unter den wichtigsten deutschen Filmen laut Expertenumfrage aus dem Jahr 1995[1])
  - Unter den Brücken (Regie: Helmut Käutner; laut Lexikon des internationalen Films „[e]ine kleine alltägliche Geschichte mit Poesie, Realismus, viel Atmosphäre und einem Schuß Humor, unprätentiös und präzise inszeniert“; Platz 18 unter den wichtigsten deutschen Filmen laut Expertenumfrage aus dem Jahr 1995[1])
- 1943
  - Altes Herz wird wieder jung (Regie: Erich Engel; laut Lexikon des internationalen Films „[machen e]in Drehbuch mit Hand und Fuß, eine straffe Inszenierung und das sympathische Spiel des Hauptdarstellers […] die familiären Verwicklungen um einen gutherzigen 70-jährigen Junggesellen zu einem unterhaltenden Lustspiel“)
  - Münchhausen (Drehbuch: Erich Kästner alias Berthold Bürger; Regie: Josef von Báky; laut Lexikon des internationalen Films ist der „[d]er anläßlich des 25-jährigen Firmenjubiläums der UFA entstandene, verschwenderisch gestaltete, tricktechnisch brillante, farbfreudige und hübsch ironische Film […] [e]ine famose Schmunzelkomödie“; Platz 32 unter den wichtigsten deutschen Filmen laut Expertenumfrage aus dem Jahr 1995[1])
  - Romanze in Moll (Regie: Helmut Käutner; als künstlerisch besonders wertvoll einer der am höchsten prädikatisierten Filme während der NS-Diktatur; laut Lexikon des internationalen Films ein „sensible[s], melancholische[s] Liebes- und Gesellschaftsdrama“, „zählt zu den besten Arbeiten des Regisseurs“; Platz 66 unter den wichtigsten deutschen Filmen laut Expertenumfrage aus dem Jahr 1995[1])
- 1942
  - Die Entlassung (Regie: Wolfgang Liebeneiner; NS-Propagandafilm; als Film der Nation einer der fünf am höchsten prädikatisierten Filme während der NS-Diktatur; laut Lexikon des internationalen Films „[ist d]ie Filmbiographie […] dem Geist der NS-Ideologie verpflichtet“, „hält sich nur oberflächlich an die historischen Tatsachen und macht aus Bismarck [von Emil Jannings wirkungsvoll verkörpert] einen tragischen Helden und Wegbereiter des ‚Führer‘-Kults“)
  - Der große König (Regie: Veit Harlan; NS-Propagandafilm; als Film der Nation einer der fünf am höchsten prädikatisierten Filme während der NS-Diktatur; Filmfestspiele von Venedig 1942: Coppa Mussolini als bester ausländischer Film; laut Lexikon des internationalen Films ein „[n]ationalsozialistischer Monumentalfilm mit gesuchten Parallelen zum ‚Schicksalskampf des deutschen Volkes‘ im Zweiten Weltkrieg“, „nach 1945 von den Alliierten verboten“)
  - Die große Liebe (Regie: Rolf Hansen; laut Lexikon des internationalen Films ein „dick aufgetragene[s] […] Rührstück“, „[d]er Film wurde für staatspolitisch, künstlerisch und volkstümlich wertvoll erklärt“, „nach 1945 Vorführungsverbot durch die Alliierten Militärregierungen; seit 1963 wieder erlaubt“. Mit 27 Millionen Kinobesuchern war es bis heute der meistgesehene deutsche Film aller Zeiten.)
  - Der große Schatten (Regie: Paul Verhoeven; als künstlerisch besonders wertvoll und kulturell wertvoll einer der am höchsten prädikatisierten Filme während der NS-Diktatur; Internationale Filmfestspiele von Venedig 1942: Premio della Biennale; laut Lexikon des internationalen Films „[f]esselnd dank der überragenden Charakterdarstellung Heinrich Georges“)
  - Wiener Blut (Regie: Willi Forst; laut Lexikon des internationalen Films „[m]it Charme und Humor inszeniert, dank guter Schauspieler und der Musik des Walzerkönigs auch heute noch unterhaltsam“)
  - Wir machen Musik (Regie: Helmut Käutner; laut Lexikon des internationalen Films eine „[z]ur Zeit des Zweiten Weltkriegs besonders beliebte, schwungvoll musikalische Käutner-Komödie“)
- 1941
  - Frauen sind doch bessere Diplomaten (Regie: Georg Jacoby; erster deutscher abendfüllender Spielfilm in Farbe)
  - Heimkehr (Regie: Gustav Ucicky; antipolnischer NS-Propagandafilm; als Film der Nation einer der fünf am höchsten prädikatisierten Filme während der NS-Diktatur; Filmfestspiele von Venedig 1941: Pokal des italienischen Ministeriums für Volkskultur; Vorbehaltsfilm)
  - Ohm Krüger (Regie: Hans Steinhoff; antibritischer NS-Propagandafilm; als Film der Nation einer der fünf am höchsten prädikatisierten Filme während der NS-Diktatur; Filmfestspiele von Venedig 1941: Coppa Mussolini als bester ausländischer Film; Vorbehaltsfilm)
  - Quax, der Bruchpilot (Regie: Kurt Hoffmann; laut Lexikon des internationalen Films eine „groteske Komödie aus der Kriegszeit [die freilich jeden möglichen Bezug zu den Zeitereignissen peinlichst zu vermeiden sucht]“)
- 1940
  - Jud Süß (Regie: Veit Harlan; antisemitischer, nationalsozialistischer Propagandafilm; erreichte über 20 Millionen Zuschauer; seinerzeit als „Staatspolitisch und künstlerisch besonders wertvoll“ eingestuft; heute Vorbehaltsfilm; Platz 58 unter den wichtigsten deutschen Filmen laut Expertenumfrage aus dem Jahr 1995[1])
  - Kleider machen Leute (Regie: Helmut Käutner; laut Lexikon des internationalen Films eine „vorzügliche Komödie in zart versponnener Romantik und satter Milieumalerei mit ironischen Lebensweisheiten“)
  - Der Postmeister (Regie: Gustav Ucicky; als künstlerisch besonders wertvoll einer der am höchsten prädikatisierten Filme während der NS-Diktatur; Filmfestspiele von Venedig 1940: Coppa Mussolini als bester ausländischer Film; laut Lexikon des internationalen Films „[h]ervorragend fotografiert und inszeniert – mit Heinrich George als Postmeister in seiner wohl besten Filmrolle“)
  - Unser Fräulein Doktor (Regie: Erich Engel; laut Lexikon des internationalen Films eine „[e]rstaunlich zeitlos wirkende Komödie, die ihre Harmlosigkeit durch die flotte Inszenierung vergessen läßt“, „[v]or allem Jenny Jugo überzeugt durch ihr modernes, burschikoses Spiel“)
  - Wasser für Canitoga (Regie: Herbert Selpin; laut Lexikon des internationalen Films „[ist d]er mit hohem Aufwand (1,385 Mio. Reichsmark) produzierte Abenteuerfilm […] simpel konstruiert, unrealistisch und bisweilen recht rührselig; dennoch besitzt er einen gewissen Charme“)
  - Wunschkonzert (Regie: Eduard von Borsody; NS-Propagandafilm [„Volksgemeinschaft“]; laut Lexikon des internationalen Films ein „[a]us verlogenen Klischees zusammengesetzter, sentimental unterhaltender Nazi-Film für die Kriegszeit, verquickt mit schlecht sortierten Wochenschaubildern und Ausschnitten aus der damals populären Sendung“, „[d]er mit allen verfügbaren Preisen der Reichsfilmkammer ausgezeichnete Film dokumentiert u. a. den Mißbrauch der Olympiade zu Prestigezwecken“)
- 1939
  - Bel Ami (Regie: Willi Forst; Internationale Filmfestspiele von Venedig 1939: Nominierung für den Coppa Mussolini als bester ausländischer Film; laut Lexikon des internationalen Films eine „[s]pritzige Satire auf die gesellschaftlich-politische Szene in Frankreich vor der Jahrhundertwende“, [e]iner der wenigen auch von der internationalen Presse gelobten deutschen Filme aus der NS-Zeit)
  - Kitty und die Weltkonferenz (Regie: Helmut Käutner; laut Lexikon des internationalen Films „eine frische und herzhafte Komödie mit Musik, die im Dritten Reich wegen ihrer pazifistischen und englandfreundlichen Einstellung verboten wurde“)
- 1938
  - Dreizehn Stühle (Regie: E. W. Emo; laut Lexikon des internationalen Films ein „[s]treckenweise zwar etwas klamaukhaftes Grotesk-Lustspiel, doch mit Witz und Temperament inszeniert und vergnüglich gespielt“)
  - Der Maulkorb (Regie: Erich Engel; nach Reclams Lexikon des deutschen Films [1995] eine „Satire über Untertanengeist, Kriecherei und fehlende Meinungsfreiheit“, ein „1938 geradezu subversive[r] Angriff auf den Obrigkeitsstaat“; laut Lexikon des internationalen Films eine „nette, stellenweise rheinisch-derbe Komödienunterhaltung“)
  - Olympia (Regie: Leni Riefenstahl; NS-Propagandafilm; Filmfestspiele von Venedig 1938: Coppa Mussolini als bester ausländischer Film; als einer von drei deutschen Filmen aufgenommen in die All Time 100 Best Movies des Time Magazine; Platz 57 unter den wichtigsten deutschen Filmen laut Expertenumfrage aus dem Jahr 1995[1])
- 1937
  - La Habanera (Regie Detlef Sierck; laut Lexikon des internationalen Films ein „[r]affiniert und publikumswirksam inszeniertes Melodram“; letzter Film von Sierck alias Douglas Sirk in Deutschland vor seinem Exil in den USA)
  - Land der Liebe (Regie: Reinhold Schünzel; laut Lexikon des internationalen Films ein „[a]nspielungsreicher Operettenfilm, der von den Nationalsozialisten mehrfach gekürzt wurde, worauf Regisseur Reinhold Schünzel, der Halbjude war, noch vor der Premiere 1937 Deutschland verließ“)
  - Der Mann, der Sherlock Holmes war (Regie: Karl Hartl; laut Lexikon des internationalen Films eine „schwungvolle, quicklebendige Hans-Albers-/Heinz-Rühmann-Komödie“)
  - Der zerbrochene Krug (Regie: Gustav Ucicky; die „[w]ortgetreue Verfilmung des klassischen Lustspiels von Heinrich von Kleist“ ist laut Lexikon des internationalen Films „[e]in Film von bleibendem Rang“)
- 1936
  - Donner, Blitz und Sonnenschein (Regie: Erich Engels; laut Lexikon des internationalen Films ein „[h]armloser Bauernschwank, der allerdings durch Karl Valentins großartige hintersinnig-destruktive Komik zu einem Höhepunkt seines Genres wird“)
  - Der Kaiser von Kalifornien (Regie: Luis Trenker; als staatspolitisch und künstlerisch besonders wertvoll einer der am höchsten prädikatisierten Filme während der NS-Diktatur; Internationale Filmfestspiele von Venedig 1936: Coppa Mussolini als bester ausländischer Film; laut Joe Hembus’ Western-Lexikon [1995] „einer der besten deutschen Western“, „Rhythmus und Realismus […] sind allem, was vergleichbare deutsche und sogar die meisten amerikanischen Produktionen der Zeit zu bieten hatten, weit voraus“)
  - Schlußakkord (Regie: Detlef Sierck; Internationale Filmfestspiele von Venedig 1936: Preis als bester Musikfilm; laut Lexikon des internationalen Films ein „schauspielerisch kultiviert[es] Melodram“)
- 1935
  - Amphitryon – Aus den Wolken kommt das Glück (Regie: Reinhold Schünzel; laut Lexikon des internationalen Films „insgesamt eine respektlos-ironische Komödie, der trotz unverkennbarer Einflüsse der nationalsozialistischen Kulturpolitik manche Seitenhiebe auf Autoritäten und Militarismus gelingen“)
  - Triumph des Willens (Regie: Leni Riefenstahl; NS-Propagandafilm; Weltfachausstellung Paris 1937: Grand Prix; laut Lexikon des internationalen Films ein „Dokumentarfilm […], der seine propagandistische Wirksamkeit vor allem seiner Montagekunst verdankt und der nach dem Krieg von der [vorzugsweise amerikanischen und britischen] Kritik den großen Dokumenten der Kinoästhetik zugeordnet wurde“; Platz 37 unter den wichtigsten deutschen Filmen laut Expertenumfrage aus dem Jahr 1995[1])
- 1934
  - Gold (Regie: Karl Hartl; laut Lexikon des internationalen Films ein „[u]topischer Abenteuerfilm mit einem für seine Entstehungszeit bemerkenswerten Aufwand und der forciert-idealistischen Ausstrahlung von Hans Albers“)
- 1933
  - Der Choral von Leuthen (Regie: Carl Froelich, Arzén von Cserépy und Walter Supper; NS-Propagandafilm; laut Lexikon des internationalen Films „mit seiner Huldigung an Friedrich II. als absolute Führer-Persönlichkeit eine frühzeitige Geschichtslesart der wenig später vorherrschenden nationalsozialistischen Ideologie“)
  - Lachende Erben (Regie: Max Ophüls; laut Lexikon des internationalen Films „[prägen r]heinisches Lokalkolorit und amüsanter Sprachwitz […] Max Ophüls’ letzten Film vor seiner Emigration aus Nazi-Deutschland“, „1937 wurde das harmlos-fröhliche Lustspiel von der NS-Filmprüfstelle verboten“)
  - Liebelei (Regie: Max Ophüls; laut Lexikon des internationalen Films ein „[f]rühes filmisches Meisterwerk des damals 30-jährigen Max Ophüls“, „[i]deal besetzt, virtuos in der Kameraarbeit, poetisch in der Milieuzeichnung, dabei ohne jegliche Sentimentalität“; Platz 22 unter den wichtigsten deutschen Filmen laut Expertenumfrage aus dem Jahr 1995[1])
  - Morgenrot (Regie: Gustav Ucicky; NS-Propagandafilm; National Board of Review Award 1933 als einer der zehn besten fremdsprachigen Filme; laut Lexikon des internationalen Films „ein unverhohlenes Loblied auf Führertum, Vaterlandsliebe und Heldentod“)
  - SOS Eisberg (Regie: Arnold Fanck; laut Lexikon des internationalen Films „[f]ilmhistorisch bedeutsam im Kontext der Entwicklung einer ‚faschistischen Ästhethik‘“)
  - Das Testament des Dr. Mabuse (Regie: Fritz Lang; laut Lexikon des internationalen Films „ein spannend und suggestiv inszenierter Thriller von außergewöhnlich kreativer Gestaltung“; Platz 35 unter den wichtigsten deutschen Filmen laut Expertenumfrage aus dem Jahr 1995[1])
  - Viktor und Viktoria (Regie: Reinhold Schünzel; laut Lexikon des internationalen Films ein „[m]it Charme und Spielwitz inszeniertes Musical, das zu den kultiviertesten Unterhaltungsfilmen der UFA nach 1933 gehört“, „ein einfallsreiches, satirisch gefärbtes Spiel um Verhaltensnormen und Geschlechterrollenklischees“; Platz 94 unter den wichtigsten deutschen Filmen laut Expertenumfrage aus dem Jahr 1995[1])

## 1919–1932
- 1932
  - Das blaue Licht (Regie: Leni Riefenstahl; Béla Balázs)
  - Die Gräfin von Monte Christo (Regie: Karl Hartl)
  - Die Herrin von Atlantis (Regie: Georg Wilhelm Pabst)
  - Ich bei Tag und Du bei Nacht (Regie: Ludwig Berger)
  - F.P.1 antwortet nicht (Regie: Karl Hartl)
  - Fünf von der Jazzband (Regie: Erich Engel)
  - Kuhle Wampe oder: Wem gehört die Welt? (Regie: Slatan Dudow; Platz 11 unter den wichtigsten deutschen Filmen laut Expertenumfrage aus dem Jahr 1995[1])
  - Peter Voß, der Millionendieb (Regie: Ewald André Dupont)
  - Der träumende Mund (D-F) (Regie: Paul Czinner)
  - Vampyr – Der Traum des Allan Gray (D-F) (Regie: Carl Theodor Dreyer; Platz 62 unter den wichtigsten deutschen Filmen laut Expertenumfrage aus dem Jahr 1995[1])
  - Die verkaufte Braut (Regie: Max Ophüls)
- 1931
  - Ariane (Regie: Paul Czinner)
  - Berge in Flammen (Regie: Karl Hartl; Luis Trenker)
  - Berlin – Alexanderplatz (Regie: Phil Jutzi; Platz 30 unter den wichtigsten deutschen Filmen laut Expertenumfrage aus dem Jahr 1995[1])
  - Bomben auf Monte Carlo (Regie: Hanns Schwarz)
  - Danton (Regie: Hans Behrendt)
  - Die Dreigroschenoper (Regie: Georg Wilhelm Pabst; Platz 51 unter den wichtigsten deutschen Filmen laut Expertenumfrage aus dem Jahr 1995[1])
  - Emil und die Detektive (Regie: Gerhard Lamprecht; Bundeszentrale für politische Bildung: Eintrag im Filmkanon; Platz 78 unter den wichtigsten deutschen Filmen laut Expertenumfrage aus dem Jahr 1995[1])
  - Der Hauptmann von Köpenick (Regie: Richard Oswald)
  - Kameradschaft (D-F) (Regie: Georg Wilhelm Pabst; Platz 77 unter den wichtigsten deutschen Filmen laut Expertenumfrage aus dem Jahr 1995[1])
  - Die Koffer des Herrn O.F. (Regie: Alexander Granowski)
  - Der Kongreß tanzt (Regie: Erik Charell; Platz 81 unter den wichtigsten deutschen Filmen laut Expertenumfrage aus dem Jahr 1995[1])
  - M (Regie: Fritz Lang; National Board of Review Award 1933 als einer der zehn besten fremdsprachigen Filme; „Langs erster Tonfilm gehört“ laut Lexikon des internationalen Films „zu den Meisterwerken des deutschen Vorkriegskinos“; Bundeszentrale für politische Bildung: Eintrag im Filmkanon; Platz 1 unter den wichtigsten deutschen Filmen laut Expertenumfrage aus dem Jahr 1995[1])
  - Mädchen in Uniform (Regie: Leontine Sagan; Platz 44 unter den wichtigsten deutschen Filmen laut Expertenumfrage aus dem Jahr 1995[1])
  - Der Mörder Dimitri Karamasoff (Regie: Fjodor Ozep)
  - Niemandsland (Regie: Victor Trivas)
  - Wer nimmt die Liebe ernst? (Regie: Erich Engel; laut Lexikon des internationalen Films „eine auf treffende Milieustudien, pointierte Dialoge und zeitkritisch-parodistische Anspielungen angelegte Komödie“)
- 1930
  - Abschied (Regie: Robert Siodmak)
  - Der blaue Engel (Regie: Josef von Sternberg; Platz 7 unter den wichtigsten deutschen Filmen laut Expertenumfrage aus dem Jahr 1995[1])
  - Cyankali (Regie: Hans Tinter)
  - Die Drei von der Tankstelle (Regie: Wilhelm Thiele; Platz 55 unter den wichtigsten deutschen Filmen laut Expertenumfrage aus dem Jahr 1995[1])
  - Dreyfus (Regie: Richard Oswald)
  - Einbrecher (Regie: Hanns Schwarz)
  - Das Flötenkonzert von Sans-souci (Regie: Gustav Ucicky)
  - Liebling der Götter (Regie: Hanns Schwarz)
  - Lohnbuchhalter Kremke (Regie: Marie Harder)
  - Menschen am Sonntag (Regie: Robert Siodmak; Edgar G. Ulmer; Platz 5 unter den wichtigsten deutschen Filmen laut Expertenumfrage aus dem Jahr 1995[1])
  - Stürme über dem Mont Blanc (Regie: Arnold Fanck)
  - Westfront 1918 (Regie: Georg Wilhelm Pabst; Platz 50 unter den wichtigsten deutschen Filmen laut Expertenumfrage aus dem Jahr 1995[1])
- 1929
  - Asphalt (Regie: Joe May; Platz 86 unter den wichtigsten deutschen Filmen laut Expertenumfrage aus dem Jahr 1995[1])
  - Atlantik (Regie: Ewald André Dupont)
  - Brüder (Regie: Werner Hochbaum)
  - Die Büchse der Pandora (Regie: Georg Wilhelm Pabst; Platz 33 unter den wichtigsten deutschen Filmen laut Expertenumfrage aus dem Jahr 1995[1])
  - Frau im Mond (Regie: Fritz Lang)
  - Jenseits der Straße (Regie: Leo Mittler)
  - Der lebende Leichnam (Regie: Fjodor Ozep)
  - Mutter Krausens Fahrt ins Glück (Regie: Phil Jutzi; Platz 15 unter den wichtigsten deutschen Filmen laut Expertenumfrage aus dem Jahr 1995[1])
  - Polizeibericht Überfall (Regie: Ernő Metzner)
  - Salamandra (Regie: Grigori Roschal)
  - Tagebuch einer Verlorenen (Regie: Georg Wilhelm Pabst; Platz 63 unter den wichtigsten deutschen Filmen laut Expertenumfrage aus dem Jahr 1995[1])
  - Um’s tägliche Brot (Hunger in Waldenburg) (Regie: Phil Jutzi)
  - Die weiße Hölle vom Piz Palü (Regie: Arnold Fanck; Georg Wilhelm Pabst; Platz 91 unter den wichtigsten deutschen Filmen laut Expertenumfrage aus dem Jahr 1995[1])
  - Die wunderbare Lüge der Nina Petrowna (Regie: Hanns Schwarz)
- 1928
  - Alraune (Regie: Henrik Galeen)
  - Geschlecht in Fesseln (Regie: William Dieterle)
  - Heimkehr (Regie: Joe May)
  - Spione (Regie: Fritz Lang)
  - Du sollst nicht ehebrechen! (Regie: Jacques Feyder)
- 1927
  - Am Rande der Welt (Regie: Karl Grune)
  - Berlin – Die Sinfonie der Großstadt (Regie: Walter Ruttmann; Platz 3 unter den wichtigsten deutschen Filmen laut Expertenumfrage aus dem Jahr 1995[1])
  - Dirnentragödie (Regie: Bruno Rahn)
  - Feme (Regie: Richard Oswald)
  - Die Hose (Regie: Hans Behrendt)
  - Die Liebe der Jeanne Ney (Regie: Georg Wilhelm Pabst)
  - Metropolis (Regie: Fritz Lang; UNESCO: Weltdokumentenerbe; Platz 8 unter den wichtigsten deutschen Filmen laut Expertenumfrage aus dem Jahr 1995[1])
  - Primanerliebe (Regie: Robert Land)
  - Die Weber (Regie: Friedrich Zelnik)
- 1926
  - Die Abenteuer des Prinzen Achmed (Regie: Lotte Reiniger; erster abendfüllender Trickfilm; Platz 72 unter den wichtigsten deutschen Filmen laut Expertenumfrage aus dem Jahr 1995[1])
  - Die Brüder Schellenberg (Regie: Karl Grune)
  - Faust – eine deutsche Volkssage (Regie: Friedrich Wilhelm Murnau; Platz 26 unter den wichtigsten deutschen Filmen laut Expertenumfrage aus dem Jahr 1995[1])
  - Geheimnisse einer Seele (Regie: Georg Wilhelm Pabst)
  - Kreuzzug des Weibes (Regie: Martin Berger)
  - Tartüff (Regie: Friedrich Wilhelm Murnau)
  - Überflüssige Menschen (Regie: Alexander Rasumny)
  - Die Unehelichen (Regie: Gerhard Lamprecht)
- 1925
  - Die freudlose Gasse (Regie: Georg Wilhelm Pabst; Platz 9 unter den wichtigsten deutschen Filmen laut Expertenumfrage aus dem Jahr 1995[1])
  - Irrgarten der Leidenschaft (D-GB) (Regie: Alfred Hitchcock; erster vollendeter Film Hitchcocks)
  - Varieté (Regie: Ewald André Dupont; Platz 45 unter den wichtigsten deutschen Filmen laut Expertenumfrage aus dem Jahr 1995[1])
  - Die Verrufenen (Regie: Gerhard Lamprecht)
  - Zur Chronik von Grieshuus (Regie: Arthur von Gerlach)
- 1924
  - Der letzte Mann (Regie: Friedrich Wilhelm Murnau; Platz 20 unter den wichtigsten deutschen Filmen laut Expertenumfrage aus dem Jahr 1995[1])
  - Michael (Regie: Carl Theodor Dreyer)
  - Die Nibelungen (Regie: Fritz Lang; Platz 19 unter den wichtigsten deutschen Filmen laut Expertenumfrage aus dem Jahr 1995[1])
  - Nju (Regie: Paul Czinner)
  - Sylvester (Regie: Lupu Pick)
  - Das Wachsfigurenkabinett (Regie: Paul Leni; Leo Birinski; Platz 43 unter den wichtigsten deutschen Filmen laut Expertenumfrage aus dem Jahr 1995[1])
- 1923
  - Ein Glas Wasser (Regie: Ludwig Berger)
  - Erdgeist (Regie: Leopold Jessner)
  - I.N.R.I. (Regie: Robert Wiene)
  - Mysterien eines Frisiersalons (Drehbuch: Bertolt Brecht, Erich Engel und Karl Valentin; Regie: Bertolt Brecht und Erich Engel; Platz 90 unter den wichtigsten deutschen Filmen laut Expertenumfrage aus dem Jahr 1995[1])
  - Raskolnikow (Regie: Robert Wiene)
  - Schatten (Regie: Arthur Robison)
  - Schlagende Wetter (Regie: Karl Grune)
  - Die Straße (Regie: Karl Grune; Platz 75 unter den wichtigsten deutschen Filmen laut Expertenumfrage aus dem Jahr 1995[1])
  - Wilhelm Tell (Regie: Rudolf Dworsky, Rudolf Walther-Fein)
- 1922
  - Dr. Mabuse, der Spieler (Regie: Fritz Lang; Platz 17 unter den wichtigsten deutschen Filmen laut Expertenumfrage aus dem Jahr 1995[1])
  - Fridericus Rex (Regie: Arzén von Cserépy)
  - Nosferatu – Eine Symphonie des Grauens (Regie: Friedrich Wilhelm Murnau; Bundeszentrale für politische Bildung: Eintrag im Filmkanon; Platz 4 unter den wichtigsten deutschen Filmen laut Expertenumfrage aus dem Jahr 1995[1])
  - Othello (Regie: Dimitri Buchowetzki)
  - Phantom (Regie: Friedrich Wilhelm Murnau)
  - Vanina – Die Galgenhochzeit (Regie: Arthur von Gerlach)
  - Das Weib des Pharao (Regie: Ernst Lubitsch)
- 1921
  - Die Bergkatze (Regie: Ernst Lubitsch)
  - Danton (Regie: Dimitri Buchowetzki)
  - Hamlet (Regie: Svend Gade)
  - Hintertreppe (Regie: Leopold Jessner)
  - Das indische Grabmal (Regie: Joe May)
  - Der müde Tod (Regie: Fritz Lang; Platz 21 unter den wichtigsten deutschen Filmen laut Expertenumfrage aus dem Jahr 1995[1])
  - Scherben (Regie: Lupu Pick)
- 1920
  - Anna Boleyn (Regie: Ernst Lubitsch)
  - Das Cabinet des Dr. Caligari (Regie: Robert Wiene; Platz 2 unter den wichtigsten deutschen Filmen laut Expertenumfrage aus dem Jahr 1995[1])
  - Der Golem, wie er in die Welt kam (Regie: Paul Wegener, Carl Boese; Platz 16 unter den wichtigsten deutschen Filmen laut Expertenumfrage aus dem Jahr 1995[1])
  - Kohlhiesels Töchter (Regie: Ernst Lubitsch)
  - Der Reigen – Ein Werdegang (Regie: Richard Oswald)
  - Sumurun (Regie: Ernst Lubitsch)
  - Von morgens bis mitternachts (Regie: Karlheinz Martin)
- 1919
  - Anders als die Andern (Regie: Richard Oswald)
  - Die Austernprinzessin (Regie: Ernst Lubitsch)
  - Madame Dubarry (Regie: Ernst Lubitsch; Platz 29 unter den wichtigsten deutschen Filmen laut Expertenumfrage aus dem Jahr 1995[1])
  - Die Pest in Florenz (Regie: Otto Rippert)
  - Die Puppe (Regie: Ernst Lubitsch)
  - Die Spinnen (Regie: Fritz Lang)
  - Veritas vincit (Regie: Joe May)

## Vor 1919
- 1918
  - Carmen (Regie: Ernst Lubitsch)
  - Die Augen der Mumie Ma (Regie: Ernst Lubitsch)
  - Ich möchte kein Mann sein (Regie: Ernst Lubitsch)
- 1917
  - Es werde Licht! (Regie: Richard Oswald, 4 Teile)
  - Hilde Warren und der Tod (Regie: Joe May)
- 1916
  - Homunculus (Regie: Otto Rippert, 6 Teile)
  - Rübezahls Hochzeit (Regie: Paul Wegener, Rochus Gliese)
  - Schuhpalast Pinkus (Regie: Ernst Lubitsch)
- 1915
  - Der Golem (Regie: Henrik Galeen, Paul Wegener)
- 1914
  - Engelein (Regie: Urban Gad)
- 1913
  - Der Andere (Regie: Max Mack)
  - Die Insel der Seligen (Regie: Max Reinhardt)
  - Karl Valentins Hochzeit (Regie: Ansfelder)
  - Die schwarze Kugel oder Die geheimnisvollen Schwestern (Regie: Franz Hofer)
  - Der Student von Prag (Regie: Stellan Rye; Platz 12 unter den wichtigsten deutschen Filmen laut Expertenumfrage aus dem Jahr 1995[1])
  - Eine venezianische Nacht (Regie: Max Reinhardt)
  - Wo ist Coletti? (Regie: Max Mack)
- 1911
  - Das Liebesglück der Blinden (Regie: Heinrich Bolten-Baeckers)
- 1895
  - Wintergartenprogramm (Regie: Max Skladanowsky; Kurzfilmprogramm (u. a. Das boxende Känguruh) der ersten öffentlichen Filmvorführung in Deutschland am 1. November 1895; Platz 24 unter den wichtigsten deutschen Filmen laut Expertenumfrage aus dem Jahr 1995[1])